# Kiến tạo mảng

Các mảng kiến tạo trên thế giới được vẽ vào nửa sau của thế kỷ 19.

Kiến tạo mảng (tiếng Anh: plate tectonics; tiếng Hy Lạp: τέκτων tektōn, nghĩa là "người xây dựng", "thợ nề") mô tả các chuyển động ở quy mô lớn của thạch quyển Trái Đất. Học thuyết này hoàn thiện các quan niệm trước đây về trôi dạt lục địa do Alfred Wegener đề xuất trong các thập niên đầu thế kỷ 20 và tách giãn đáy đại dương trong thập niên 1960.
Phần ngoài cùng nhất của Trái Đất được cấu tạo bởi thạch quyển nằm trên và quyển mềm bên dưới. Thạch quyển bao gồm vỏ Trái Đất và phần trên cùng nhất của quyển manti. Quyển mềm thuộc manti ở trạng thái rắn, nhưng có độ nhớt và ứng suất cắt tương đối thấp nên có thể chảy giống như chất lỏng nếu xét theo thời gian địa chất. Phần sâu nhất của manti bên dưới quyển mềm thì cứng do chịu áp suất lớn hơn.
Thạch quyển bị vỡ ra thành các mảng kiến tạo và chúng trượt trên quyển mềm. Các mảng này di chuyển tương đối với nhau theo một trong ba kiểu ranh giới mảng: hội tụ hay va chạm; tách giãn, cũng được gọi là trung tâm tách giãn; và chuyển dạng. Các trận động đất, hoạt động núi lửa, sự hình thành các dãy núi, và rãnh đại dương đều xuất hiện dọc theo các ranh giới này. Sự dịch chuyển sang bên của các mảng vào khoảng 50–100 mm/năm.

## Các nguyên tắc chính
Các lớp bên ngoài của Trái Đất được chia thành thạch quyển và quyển mềm. Việc phân chia này dựa trên sự khác biệt về các đặc điểm cơ học và phương thức truyền nhiệt trong chúng. Về mặt cơ học, thạch quyển lạnh hơn và cứng hơn, trong khi đó quyển mềm thì nóng hơn và dễ chảy hơn. Về mặt truyền nhiệt, thạch quyển mất nhiệt do sự truyền nhiệt trong khi đó quyển mềm cũng truyền nhiệt bởi sự đối lưu và có gradien nhiệt độ gần như đoạn nhiệt. Sự phân chia này không nên lẫn lộn với sự phân chia về mặt hóa học của cùng các lớp này thành quyển manti (bao gồm cả quyển mềm và phần manti của thạch quyển) và lớp vỏ: các phần của quyển manti có thể là một phần của thạch quyển hoặc quyển mềm ở các thời điểm khác nhau, tùy thuộc vào nhiệt độ và áp suất của nó.
Nguyên tắc chủ yếu của kiến tạo mảng là thạch quyển tồn tại như là các mảng kiến tạo tách rời và riêng biệt, trôi dạt trên quyển mềm gần như chất lưu (chất rắn nhớt đàn hồi). Sự chuyển động của các mảng vào khoảng 10–40 mm/năm (Sống núi giữa Đại Tây Dương; nhanh như sự phát triển của móng tay) cho tới khoảng 160 mm/năm (mảng Nazca; bằng tốc độ mọc tóc).
Các mảng kiến tạo gồm phần thạch quyển của quyển manti và phần nằm phủ bên trên là một trong hai kiểu vật liệu lớp vỏ: lớp vỏ đại dương (hay quyển sima từ ghép của silic và magiê) và lớp vỏ lục địa (hay quyển sial từ ghép của silic và nhôm). Thạch quyển đại dương trung bình dày khoảng 100 km; bề dày cũng phản ảnh tuổi của nó: theo thời gian nó lạnh dần và trở nên dày hơn. Do nó được hình thành từ sống núi giữa đại dương và tách giãn về hai phía, bề dày của nó cũng dùng để đo đạc khoảng cách từ vị trí hiện tại của chúng đến sống núi giữa đại dương. Thạch quyển đại dương phải di chuyển một khoảng cách nhất định trước khi bị hút chìm, độ dày thay đổi trong khoảng từ 6 km ở sống núi giữa đại dương đến hơn 100 km tại các đới hút chìm; tùy thuộc vào khoảng cách di chuyển ngắn hơn hay dài hơn, mà bề dày tại đới hút chìm (tính trung bình) sẽ mỏng hơn hay dày hơn. Thạch quyển lục địa điển hình dày khoảng 200 km và cũng thay đổi giữa các bồn địa, dãy núi, và bên trong nền cổ ổn định của lục địa. Hai kiểu lớp vỏ cũng có bề dày khác nhau, lớp vỏ lục địa dày hơn lớp vỏ đại dương (35 km so với 6 km của lớp vỏ đại dương).
Nơi hai mảng gặp nhau được gọi là ranh giới mảng, và các ranh giới mảng thường liên quan đến các hoạt động động đất và tạo thành các dạng địa hình như dãy núi, núi lửa, sống núi giữa đại dương và rãnh đại dương. Các hoạt động núi lửa chính xuất hiện dọc theo các ranh giới mảng, trong đó ranh giới mảng hoạt động mạnh nhất và được biết đến nhiều nhất là vành đai lửa Thái Bình Dương của mảng Thái Bình Dương. Các ranh giới này sẽ được nêu chi tiết ở các mục sau.
Các mảng kiến tạo có thể chỉ bao gồm lớp vỏ lục địa hay lớp vỏ đại dương, hoặc cả hai. Ví dụ, mảng châu Phi bao gồm lớp vỏ lục địa và các phần của đáy biển Đại Tây Dương và Ấn Độ Dương. Sự phân chia giữa lớp vỏ đại dương và lớp vỏ lục địa dựa trên cơ chế hình thành của chúng. Vỏ đại dương được hình thành ở trung tâm tách giãn đáy biển và vỏ lục địa được hình thành từ hoạt động của cung núi lửa và từ sự lớn dần của các địa thể từ các quá trình kiến tạo; mặc dù một số dạng địa thể này có thể chứa các chuỗi ophiolit, là các mảnh của vỏ đại dương, và chúng vẫn được xem là một phần của lục địa khi chúng thoát khỏi chu trình chuẩn của sự hình thành và các trung tâm tách giãn cũng như sự hút chìm bên dưới các lục địa. Vỏ đại dương nặng hơn vỏ lục địa do chúng khác nhau về thành phần cấu tạo như vỏ đại dương chứa ít silic và nhiều các nguyên tố nặng ("mafic") hơn so với vỏ lục địa ("felsic"). Như là kết quả của phân tầng theo tỷ trọng, vỏ đại dương thường nằm bên dưới mực nước biển (hầu hết mảng Thái Bình Dương dưới mực nước biển), trong khi vỏ lục địa nổi cao hơn mực nước biển (xem đẳng tĩnh giải thích về nguyên lý này).

## Các kiểu ranh giới mảng

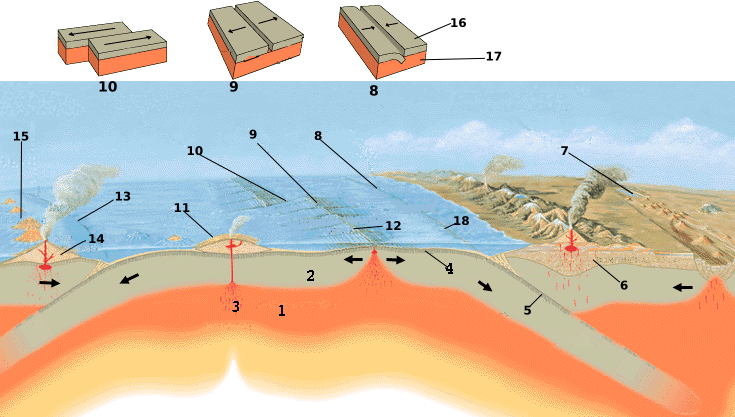
Ba kiểu ranh giới mảng.
1 - Quyển mềm; 2 - Thạch quyển; 3 - Điểm nóng; 4 - Vỏ đại dương; 5 - Mảng hút chìm; 6 - Vỏ lục địa; 7 - Đới tách giản trên lục địa; 8 - Ranh giới hội tụ; 9 - Ranh giới phân kỳ; 10 - Ranh giới chuyển dạng; 11 - Núi lửa dạng khiên; 12 - Sống núi giữa đại dương; 13 - Ranh giới mảng hội tụ; 14 - Núi lửa dạng tầng; 15 - Cung đảo núi lửa; 16 - Mảng; 17 - Quyển mềm; 18 - Rãnh đại dương

Có ba kiểu ranh giới mảng đặc trưng cho các phương thức chuyển động tương đối giữa chúng. Các kiểu này cũng liên quan đến các hiện tượng xảy ra trên mặt đất. Các kiểu ranh giới khác nhau là:
1. Ranh giới chuyển dạng xuất hiện khi các mảng trượt tương đối theo mặt phẳng nằm ngang dọc theo các đứt gãy chuyển dạng. Chuyển động tương đối giữa hai mảng hoặc là đứt gãy trượt bằng trái (sang bên trái về phía người quan sát) hoặc là đứt gãy trượt bằng phải (sang bên phải về phía người quan sát). Đứt gãy San Andreas ở California là một ví dụ của ranh giới loại này.
2. Ranh giới phân kỳ xuất hiện ở nơi mà hai mảng di chuyển xa ra nhau. Các sống núi giữa đại dương (như sống núi Trung Đại Tây Dương) và các đới đang có hoạt động tách giãn (như thung lũng tách giãn Lớn ở châu Phi) là các ví dụ về kiểu ranh giới này.
3. Ranh giới hội tụ (hay các rìa chủ động) xuất hiện khi hai mảng trượt về phía nhau tạo thành đới hút chìm (nếu một mảng chui xuống dưới mảng kia) hoặc va chạm lục địa (nếu hai mảng đều là vỏ lục địa). Các rãnh đại dương sâu thường liên quan đến đới hút chìm. Các phiến đang hút chìm mang theo các khoáng vật chứa nước, chúng sẽ giải phóng nước khi bị nung nóng; lượng nước này sau đó làm cho manti chảy lỏng để tạo ra các hoạt động núi lửa.[14] Các ví dụ về dãy núi Andes ở Nam Mỹ và cung núi lửa Nhật Bản.

### Ranh giới mảng chuyển dạng
John Tuzo Wilson nhận ra rằng do ma sát các mảng không thể trượt qua nhau một cách đơn giản. Thay vì thế, một ứng suất tạo ra trong cả hai mảng và khi nó đạt tới mức vượt qua ngưỡng sức căng của đá trên một trong hai mặt đứt gãy thì thế năng đã tích lũy sẽ được giải phóng ở dạng sức căng. Sức căng mang yếu tố tích lũy và/hoặc tức thời tùy thuộc vào tính lưu biến của đá; lớp vỏ dễ dát mỏng bên dưới và manti tích lũy biến dạng từ từ qua ứng suất cắt trong khi đó phần vỏ bên trên giòn dễ tạo thành đứt gãy, hoặc giải phóng áp lực tức thời gây ra sự chuyển động dọc theo đứt gãy. Bề mặt dễ dát mỏng của đứt gãy cũng có thể giải phóng ngay lập tức khi mức độ sức căng là quá lớn. Năng lượng được giải phóng từ ứng suất sức căng này gây nên các trận động đất, là một hiện tượng phổ biến dọc theo các ranh giới chuyển dạng.
Ví dụ điển hình của loại ranh giới này là đứt gãy San Andreas ở bờ biển phía tây Bắc Mỹ, và là một phần của hệ thống đứt gãy cực kỳ phức tạp trong khu vực này. Ở đây, mảng Thái Bình Dương di chuyển về hướng tây bắc còn mảng Bắc Mỹ di chuyển về hướng đông nam. Các ví dụ khác như là đứt gãy Alpine ở New Zealand và đứt gãy Bắc Anatolia ở Thổ Nhĩ Kỳ. Các đứt gãy chuyển dạng cũng được tìm thấy ở dạng vuông góc với sống núi giữa đại dương (như đới đứt gãy Mendocino ngoài khơi bắc California).

### Ranh giới phân kỳ

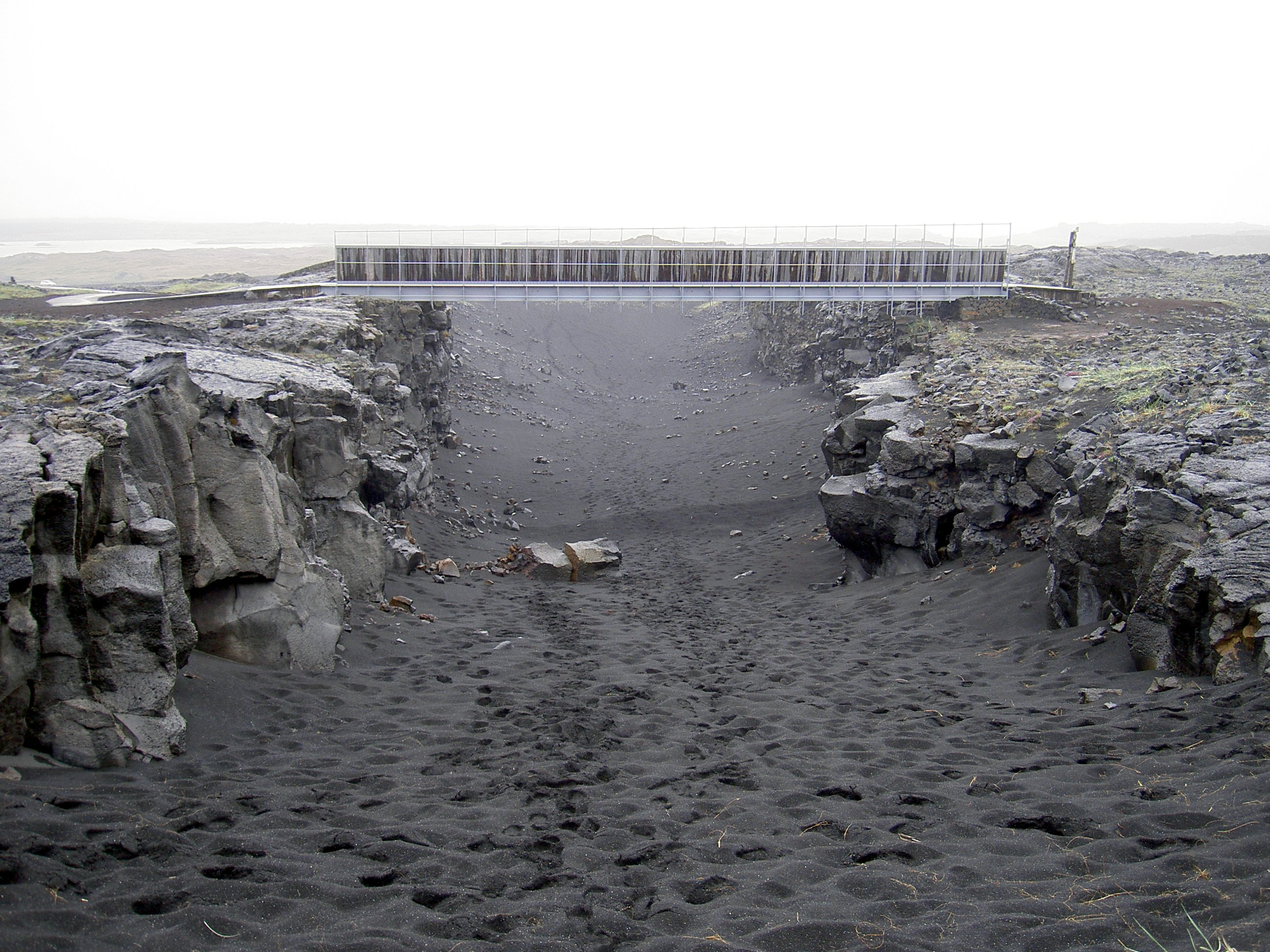
Cầu bắc qua thung lũng tách giãn Álfagjá ở tây nam Iceland, ranh giới giữa các mảng lục địa Á–Âu và Bắc Mỹ.

Ở các ranh giới phân kỳ, hai mảng di chuyển ra xa nhau và khoảng không giữa chúng dần dần được lấp đầy bởi vật liệu lớp vỏ mới từ nguồn macma nóng chảy bên dưới. Nguồn gốc của các ranh giới phân kỳ mới ở điểm nối ba đôi khi liên quan đến hoạt động của các điểm nóng. Ở đây, các vòng đối lưu cực kỳ lớn mang một lượng rất lớn vật chất của quyển mềm nóng lên gần bề mặt và động năng này cũng đủ để phá vỡ thạch quyển ra thành các phần nhỏ. Điểm nóng có thể xuất hiện vào thời điểm ban đầu tạo hệ thống sống núi giữa Đại Tây Dương, hiện tại nằm bên dưới Iceland với tốc độ mở rộng khoảng vài xentimet một năm.
Ranh giới phân kỳ trên thạch quyển đại dương tạo ra sự tách giãn của hệ hống sống núi đại dương bao gồm sống núi giữa Đại Tây Dương và đới nâng đông Thái Bình Dương, và trên thạch quyển lục địa tạo ra các thung lũng tách giãn như Thung lũng tách giãn Lớn Đông Phi. Các ranh giới phân kỳ có thể tạo ra các đới đứt gãy lớn trong hệ thống sống núi đại dương. Sự mở rộng thường không đồng đều, do vậy nơi nào có tốc độ mở rộng của các khối sống núi cận kề là khác nhau thì sẽ tạo ra các đứt gãy chuyển dạng lớn. Chúng là các đới đứt gãy, nhiều trong số đó có tên gọi, và là nguồn gây ra các trận động đất lớn dưới biển. Bản đồ đáy biển thể hiện một bức tranh khác về các cấu trúc khối tảng bị phân chia bởi các yếu tố tuyến tính Lưu trữ ngày 5 tháng 12 năm 2004 tại Wayback Machine vuông góc với trục sống núi. Nếu nhìn đáy biển giữa các đới đứt gãy như là các dây đai buộc vào sống núi và kéo về hai phía từ trung tâm tách giãn thì sẽ thấy các yếu tố hoạt động của hệ thống này rõ ràng hơn. Độ cao chỏm của các sống núi cổ chạy song song với trung tâm tách giãn hiện tại sẽ trở nên già hơn và chìm sâu hơn (giảm nhiệt độ và lún chìm).

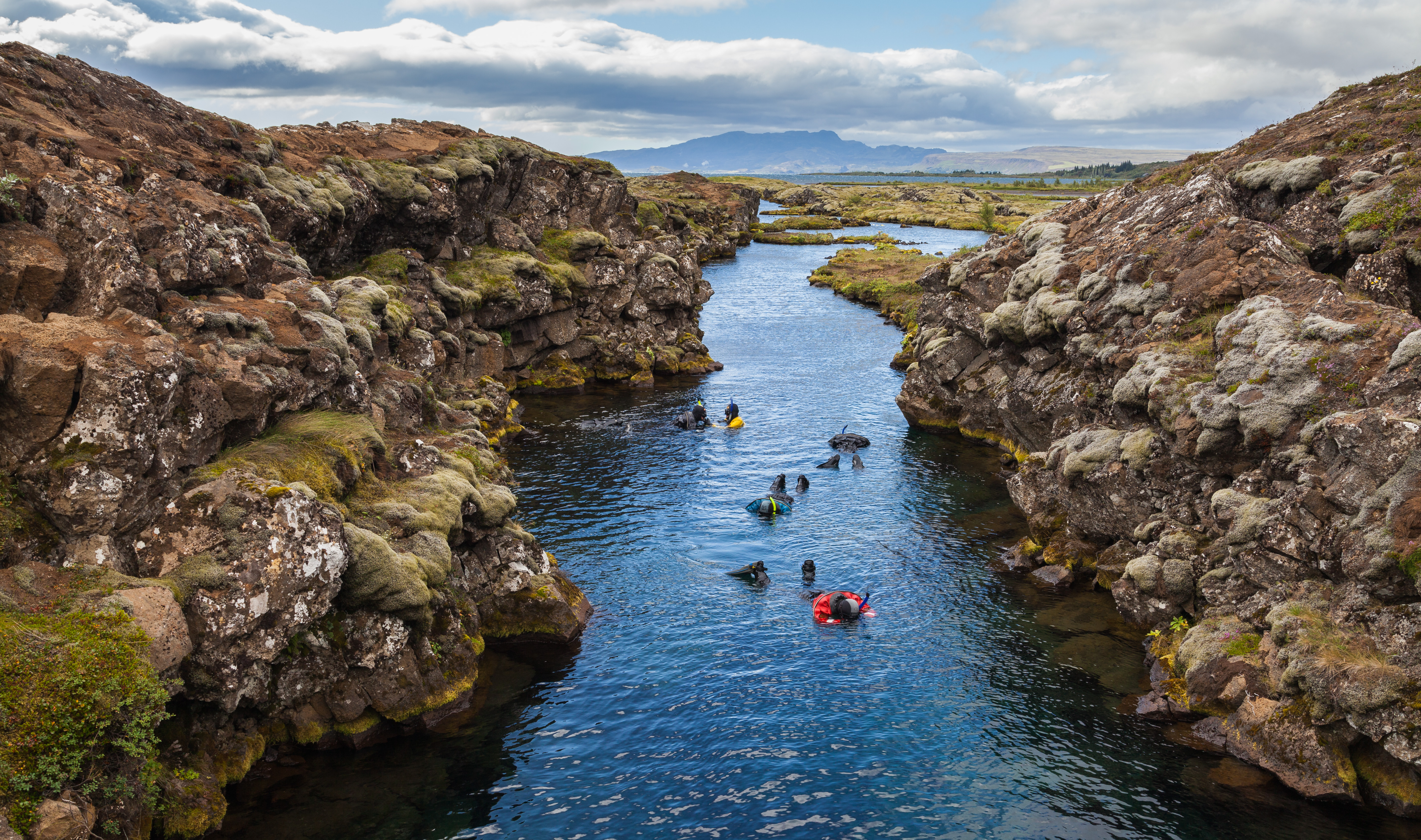
Một nhóm người lặn ở Silfra tại vườn quốc gia Þingvellir, phía Tây Nam đảo Iceland. Silfra là một khe nứt giữa hai mảng kiến tạo Bắc Mỹ và Á-Âu.

Ở sống núi giữa đại dương, người ta cũng tìm thấy một dấu hiệu quan trọng về lực tác động được chấp nhận trong học thuyết tách giãn đáy biển. Các khảo sát địa từ trường từ trên không cho thấy kiểu mẫu kỳ dị của đảo cực từ đối xứng hai bên trung tâm sống núi. Kiểu mẫu này là quá cân đối để có thể coi là trùng hợp ngẫu nhiên do bề rộng của các dải đối diện là gần như trùng khớp với nhau. Các nhà khoa học đã từng nghiên cứu đảo cực từ và liên kết đã được Lawrence W. Morley, Frederick John Vine và Drummond Hoyle Matthews đưa ra trong giả thuyết Morley-Vine-Matthews. Các dải từ trùng khớp với các thời kỳ đảo cực từ của Trái Đất. Điều này được xác nhận bằng các đo đạc về tuổi của đá nằm trong các dải từ này. Dải từ vẽ nên một bản đồ thời gian và không gian về cả tốc độ tách giãn và các kỳ đảo cực từ.

### Ranh giới hội tụ
Bản chất của ranh giới hội tụ tùy thuộc vào kiểu thạch quyển của các mảng tham gia vào sự va chạm. Ở nơi một mảng đại dương đặc va vào một mảng lục địa ít đặc hơn, mảng đại dương thường sẽ chui xuống dưới do sức nổi nhỏ hơn thạch quyển lục địa, tạo ra đới hút chìm. Trên bề mặt, các dạng địa hình được thành tạo như rãnh đại dương nằm về phía đại dương và dãy núi ở phía lục địa. Một ví dụ về đới hút chìm đại dương-lục địa là khu vực dọc theo bờ biển phía tây Nam Mỹ, ở đây mảng đại dương Nazca bị hút chìm dưới mảng lục địa Nam Mỹ.
Hoạt động núi lửa bề mặt (các núi lửa dưới đáy biển hoặc trên lục địa) thường xuất hiện bên trên các vùng nóng chảy được hình thành do các mảng bị hút chìm. Vấn đề này vẫn còn đang tranh luận trong giới địa chất để giải thích cơ chế sinh ra hiện tượng này. Tuy nhiên, quan điểm được số đông đồng ý về hiện tượng này là do sự giải phóng các chất khí. Khi một mảng bị chìm xuống, nhiệt độ của nó tăng lên sẽ tạo ra nhiều chất khí (hầu hết là hơi nước) được chứa trong lớp vỏ đại dương xốp rỗng. Khi lượng nước này tăng lên trong manti, nó làm giảm nhiệt độ nóng chảy của các phần xung quanh manti tạo ra macma chứa một lượng lớn khí hòa tan. Macma này dâng lên trên bề mặt và cũng là nguồn của hầu hết các núi lửa phun nổ trên Trái Đất vì chúng chứa một thể tích lớn các chất khí bị nén ở áp suất cao (như núi St. Helens). Macma dâng lên trên mặt và nguội dần tạo ra một chuỗi các núi lửa trên đất liền từ thềm lục địa và song song với thềm lục địa. Lục địa phía tây Nam Mỹ thì đặc với kiểu hình thành các dãy núi lửa từ sự hút chìm của mảng Nazca. Ở Bắc Mỹ, dãy núi Cascade, mở rộng về phía bắc của Sierra Nevada, California cũng thuộc loại này. Các núi lửa này được đặc trưng bởi các chu kỳ phun trào và yên tĩnh, và thường bắt đầu bằng hoạt động phun khí và các hạt tro núi lửa mịn dạng thủy tinh và tro dạng sương, theo sau là các pha phun mácma. Toàn bộ ranh giới Thái Bình Dương được bao bọc bởi các dãy núi lửa và thường được gọi là vành đai núi lửa Thái Bình Dương.
Ở nơi mà hai mảng lục địa va nhau làm cho các mảng bị biến dạng và chịu nén, kết quả là hoặc một mảng chui xuống hoặc trượt lên trên (trong một số trường hợp) và sẽ tạo nên các dãy núi rộng lớn. Dấu hiệu dễ nhận thấy nhất là rìa phía bắc của mảng Ấn Độ chui xuống dưới một phần của mảng Á-Âu, nâng nó lên để tạo ra dãy núi Himalaya và cao nguyên Thanh Tạng nằm phía sau. Nó cũng có thể đẩy các phần cận kề của lục địa châu Á dịch về phía đông.
Khi hai mảng đại dương va nhau, chúng sẽ tạo nên cung đảo khi đó một mảng sẽ chui xuống bên dưới mảng kia. Cung đảo được hình thành từ các núi lửa phun trào trên mảng nằm trên do mảng nằm dưới bị nóng chảy phía dưới nó. Sở dĩ cung đảo có dạng cung là do bề mặt cầu của Trái Đất. Rãnh đại dương nằm phía trước các cung này thuộc về phía mảng bị hút chìm xuống dưới. Ví dụ điển hình của kiểu mảng hội tụ này là Nhật Bản và quần đảo Aleutia ở Alaska.
|  |  |  |

Các mảng thường va chạm theo một góc khác 90 độ hơn là đối đầu nhau (như một mảng chuyển động về phía bắc, mảng còn lại về phía đông nam), và có thể tạo nên đứt gãy ngang dọc theo đới va chạm, và có thể là hút chìm hoặc nén ép.
Không phải tất cả ranh giới mảng đều dễ dàng xác định như các mảng có dạng đai với hướng di chuyển không rõ ràng. Một ví dụ là ranh giới Địa Trung Hải-Anpơ, là ranh giới liên quan đến hai mảng lớn và một số mảng nhỏ. Bên cạnh đó, ranh giới của các mảng không phải lúc nào cũng trùng với ranh giới của các lục địa, ví dụ như, mảng Bắc Mỹ bao phủ không chỉ lục địa Bắc Mỹ mà còn trãi rộng đến tây bắc Siberi, cộng thêm một phần của Đại Tây Dương.

## Các mảng kiến tạo chính

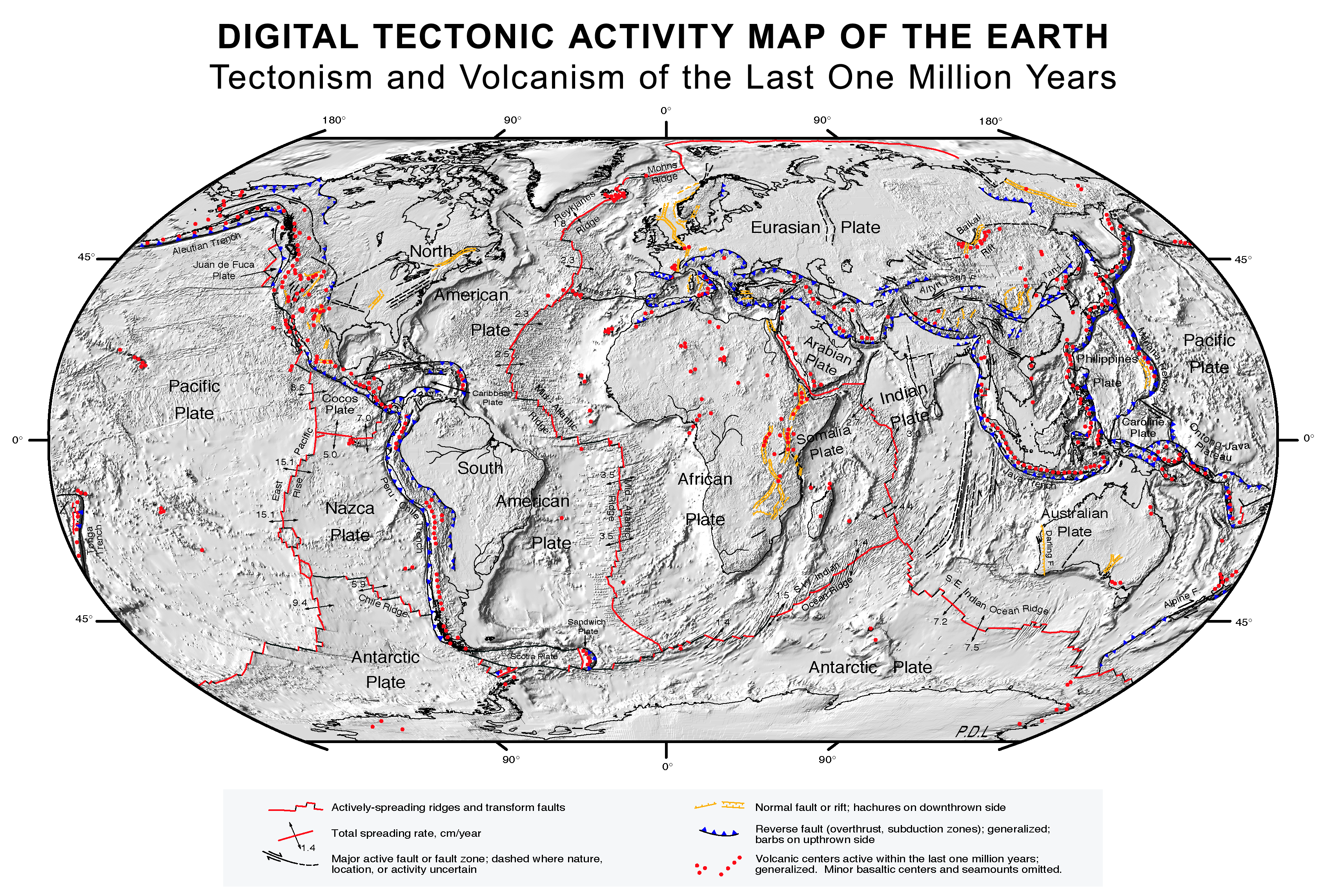
Bản đồ kiến tạo mảng. </br> Chú thích: BẢN ĐỒ HOẠT ĐỘNG KỸ THUẬT SỐ CỦA TRÁI ĐẤT
</br> Kiến tạo và núi lửa trong một triệu năm qua

Việc xác định các ranh giới mảng giúp người ta phân chia vỏ thạch quyển của Trái Đất thành 8 mảng kiến tạo chính:
- Mảng châu Phi gồm toàn bộ châu Phi - mảng lục địa
- Mảng Nam Cực gồm toàn bộ châu Nam Cực - mảng lục địa
- Mảng Australia gồm toàn bộ Australia - mảng lục địa
- Mảng Ấn Độ gồm toàn bộ tiểu lục địa Ấn Độ và một phần của Ấn Độ Dương - mảng lục địa
- Mảng Á-Âu gồm toàn bộ châu Á và châu Âu - mảng lục địa
- Mảng Bắc Mỹ gồm toàn bộ Bắc Mỹ và đông bắc Siberi - mảng lục địa
- Mảng Nam Mỹ gồm toàn bộ Nam Mỹ - mảng lục địa
- Mảng Thái Bình Dương gồm toàn bộ Thái Bình Dương -mảng đại dương

Bên cạnh đó còn có các mảng nhỏ như mảng Ả Rập, mảng Caribe, và mảng Juan de Fuca, mảng Cocos, mảng Nazca, mảng Philippin và mảng Scotia.

## Lực gây chuyển động

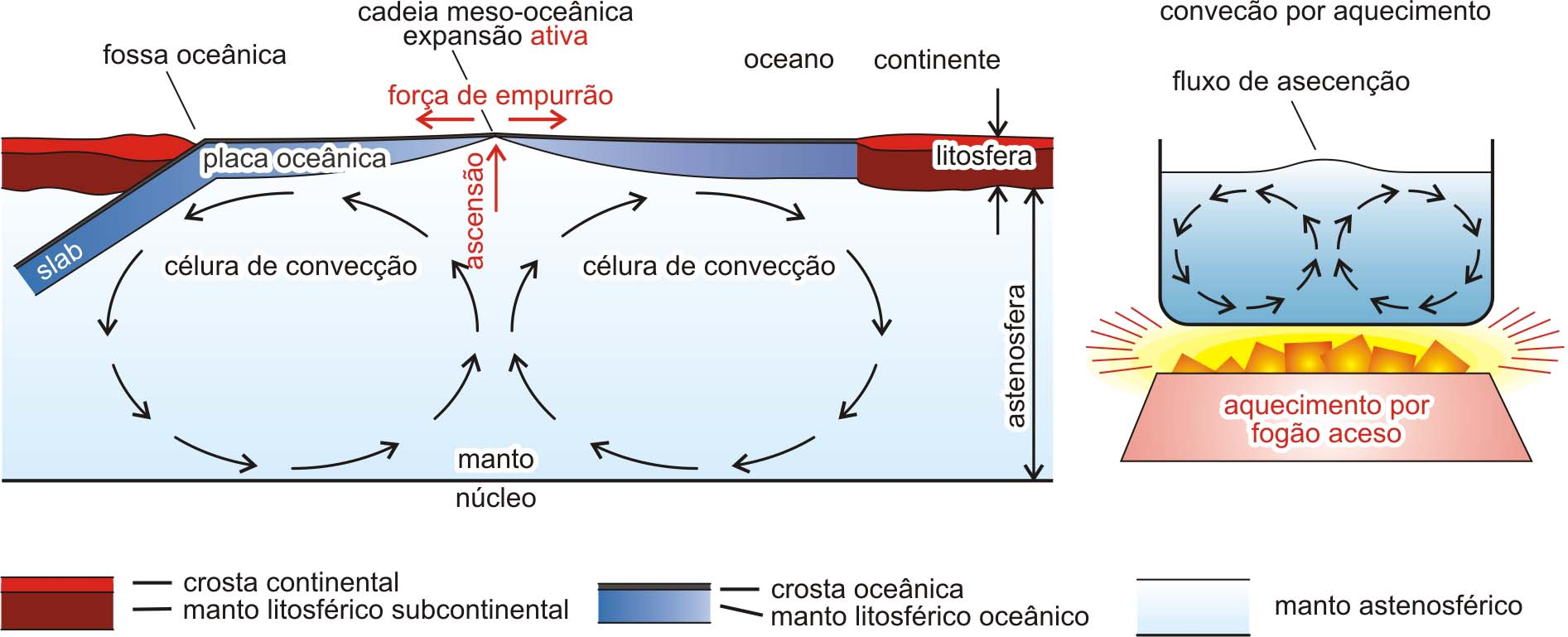
Lực gây chuyển động.

Các mảng kiến tạo có thể di chuyển do mật độ tương đối của thạch quyển đại dương và độ yếu tương đối của quyển mềm. Quá trình mất nhiệt từ manti được xem như nguồn gốc gây kiến tạo mảng. Theo quan điểm hiện tại, mặc dù vẫn còn tranh cãi, mật độ quá lớn của thạch quyển đại dương đang chìm xuống trong đới hút chìm là nguyên nhân chính gây chuyển động mảng. Khi thạch quyển đại dương hình thành ở các sống núi giữa đại dương, nó ít đặc hơn so với lớp quyển mềm bên dưới, nhưng nó sẽ trở nên đặc (nặng) hơn khi nó nguội đi do dòng đối lưu manti kéo nó ra xa và dày hơn khi nó càng cổ. Mật độ thạch quyển cổ lớn hơn so với quyển mềm bên dưới cho phép nó chìm sâu xuống trong manti tại đới hút chìm, và tạo ra lực chính gây ra chuyển động mảng. Điểm yếu trong quyển mềm cho phép các mảng kiến tạo di chuyển dễ dàng về phía đới hút chìm. Mặc dù sự hút chìm được xem là lực mạnh nhất gây ra chuyển động mảng, nhưng nó không phải là lực duy nhất, ví dụ như mảng Bắc Mỹ là mảng đang chuyển động nhưng không bị hút chìm ở bất kỳ chỗ nào. Mảng lớn Á–Âu cũng tương tự như vậy. Nguyên nhân gây chuyển động mảng là một đối tượng đang được các nhà khoa học Trái Đất nghiên cứu và thảo luận tích cực.
Các ảnh địa chấn 2 và 3 chiều về cấu tạo bên trong Trái Đất cho thấy có sự khác nhau về phân bố mật độ theo chiều bên trong suốt quyển manti. Sự khác nhau này có thể là do vật liệu (thành phần hóa học của đá), khoáng vật (các biến thiên trong cấu trúc khoáng vật) hoặc nhiệt (thông qua giãn nở và co ngót nhiệt từ nhiệt năng) cấu thành chúng. Sự khác biệt về mật độ theo chiều bên còn do các dòng đối lưu manti tạo ra từ lực đẩy nổi. Sự đối lưu quyển manti liên quan trực tiếp và gián tiếp đến chuyển động mảng như thế nào là vấn đề đang được nghiên cứu và thảo luận trong địa động lực. Tuy vậy, nguồn năng lượng này phải được truyền qua thạch quyển để làm cho các mảng kiến tạo có thể di chuyển. Có hai kiểu ảnh hưởng đến chuyển động mảng là ma sát và lực hấp dẫn.

### Nội lực

#### Ma sát
Sự ma sát được ghi nhận gồm hai kiểu là lôi kéo cơ sở và hút phiến. Lôi kéo cơ sở làm cho các dòng đối lưu lớn trong quyển manti truyền qua quyển mềm. Chuyển động được gây ra bởi lực ma sát giữa quyển mềm và thạch quyển. Trong khi đó, "hút phiến" xảy ra khi các dòng đối lưu cục bộ tạo lực kéo xuống do ma sát, kéo các mảng trong đới hút chìm tại các rãnh đại dương. "Hút phiến" có thể xuất hiện trong môi trường địa động lực trong khi sự lôi kéo cơ sở vẫn tiếp tục tác động lên mảng khi nó đã chìm vào quyển manti (mặc dầu có lẽ tác động lên cả mặt trên và mặt dưới của phiến ở mức độ lớn hơn).

#### Trường trọng lực
Sự chuyển động mảng bị đẩy bởi trọng lực của các phần của mảng có độ cao lớn hơn tại các sống núi đại dương được gọi là trượt trọng lực. Khi thạch quyển đại dương được hình thành tại trung tâm tách giãn từ các vật chất nóng của quyển manti, nó dần dần nguội đi và dày lên theo thời gian (và càng xa sống núi). Thạch quyển đại dương nguội thì đặc hơn vật liệu manti nóng cùng nguồn và với sự gia tăng bề dày nó từ từ chìm trở lại manti để bù cho lại theo quy tắc đẩy nổi. Kết quả là nó hơi nghiêng theo chiều bên theo khoảng cách từ trục sống núi.
Nói chính xác hơn thì cơ chế này là sự trượt trọng lực do địa hình biến thiên theo phương ngang nếu nhìn trên tổng thể có thể thấy sự biến đổi đáng kể và địa hình sống núi tách giãn là đặc điểm dễ nhận thấy nhất. Ví dụ: (1) Chỗ phồng cong của thạch quyển trước khi nó chui xuống bên dưới một mảng gần nó tạo ra một hình dạng địa hình rõ ràng có thể bù đắp hoặc ít nhất là ảnh hưởng tới địa hình của các sống núi đại dương; (2) Chùm manti tác động bên dưới các mảng kiến tạo có thể thay đổi mạnh mẽ địa hình của đáy đại dương.
Trường hợp phiến-kéo là sự chuyển động của mảng được điều khiển một phần bởi trọng lượng của các mảng nguội và đặc hơn đang chìm vào quyển manti ở các rãnh đại dương. Có các đấu hiệu đáng kể cho thấy sự đối lưu đang diễn ra trong quyển manti ở nhiều mức độ khác nhau. Sự dâng lên của vật liệu tại sống núi giữa đại dương gần như là một phần chắc chắn của dòng đối lưu. Các mô hình trước đây về kiến tạo mảng xem các mảng trượt trên các ô đối lưu giống như các đai chuyền băng tải. Tuy nhiên, hầu hết các nhà khoa học ngày nay cho rằng quyển mềm không đủ mạnh để gây ra sự chuyển động trực tiếp bằng ma sát từ những lực cơ sở như vậy. Phiến-kéo được xem là lực lớn nhất gây ra chuyển động mảng. Các mô hình hiện nay chỉ ra rằng sự hút tại các rãnh đại dương cũng đóng vai trò quan trọng trong chuyển động mảng. Tuy nhiên, cần phải lưu ý rằng, chẳng hạn, mảng Bắc Mỹ không bị hút chìm ở nơi nào. Các mảng khác như mảng châu Phi, Á-Âu và Nam Cực cũng tương tự. Lực gây ra chuyển động tổng thể của mảng và nguồn năng lượng của nó vẫn là vấn đề đang được nghiên cứu.

### Các ngoại lực
Trong một nghiên cứu công bố vào số phát hành tháng 1-2 năm 2006 trên Geological Society of America Bulletin, một nhóm các nhà khoa học Ý và Hoa Kỳ rút ra kết luận rằng các thành phần của mảng có khuynh hướng chuyển động về phía tây là do chuyển động tự quay của Trái Đất và lực ma sát thủy triều của Mặt Trăng. Trái Đất tự quay theo hướng từ tây sang đông, nên lực hấp dẫn của Mặt Trăng kéo nhẹ các lớp trên bề mặt của Trái Đất lùi về phía tây. Nó cũng gợi ý rằng (mặc dù còn mâu thuẫn) sự quan sát này cũng có thể giải thích tại sao Sao Thủy và Sao Hỏa không có kiến tạo mảng, trong khi Sao Thủy không có vệ tinh và các vệ tinh của Sao Hỏa thì quá nhỏ để gây ra thủy triều trên Sao Hỏa.
Tuy nhiên, điều này không phải là lý lẽ mới vì trước đây nó đã được cha đẻ của giả thuyết kiến tạo mảng là Alfred Wegener đưa ra. Đây là một thách thức đối với nhà vật lý Harold Jeffreys, người đã tính toán rằng biên độ của ma sát thủy triều cần thiết (nếu đạt được) sẽ nhanh chóng làm cho chuyển động tự quay của Trái Đất phải ngừng lại từ lâu rồi. Một số mảng chuyển động về hướng bắc và đông, còn chuyển động chủ yếu theo hướng tây của bồn địa Thái Bình Dương chỉ đơn giản là do trung tâm tách giãn Thái Bình Dương bị lệch về phía đông (được dự báo là không phải do sức hút của Mặt Trăng).

### Ý nghĩa của các cơ chế

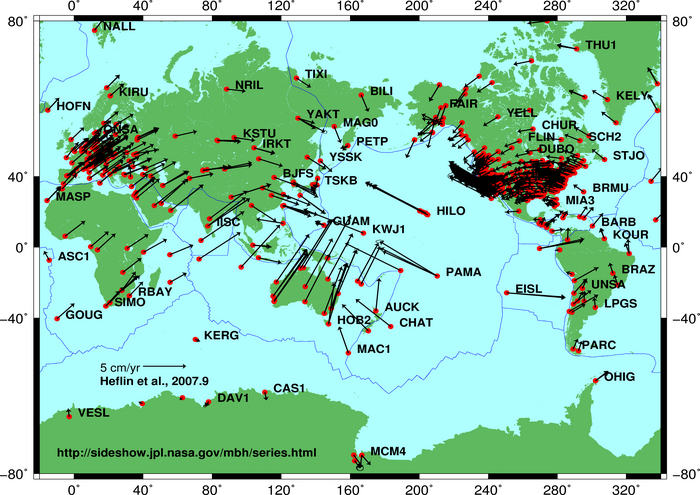
Chuyển động mảng theo dữ liệu vệ tinh thuộc thống định vị toàn cầu (GPS) của NASA JPL. Các vectơ thể hiện hướng và độ lớn chuyển động.

Vectơ hợp lực của chuyển động mảng phải là một hàm của tất cả các lực tác động lên mảng. Tuy nhiên, ở đây còn tồn tại một vấn đề liên quan đến mức độ mà mỗi quá trình này đóng góp vào chuyển động của từng mảng.
Sự đa dạng về tính chất và môi trường địa động lực của các mảng phải tạo ra các khác biệt một cách rõ ràng theo mức độ mà các quá trình này tác động chủ động làm các mảng di chuyển. Một phương pháp liên quan đến vấn đề này là tốc độ tương đối của các mảng đang chuyển động và các dấu hiệu có thể có của các lực tác động lên các mảng.
Một trong những tương quan có ý nghĩa nhất đã được phát hiện là các mảng thạch quyển gắn với các mảng đang hút chìm chuyển động nhanh hơn các mảng không gắn với các mảng đang hút chìm. Mảng Thái Bình Dương bị bao bọc bởi các đới hút chìm (vành đai lửa Thái Bình Dương) và chuyển động nhanh hơn các mảng khác thuộc bồn địa Đại Tây Dương, các mảng này được gắn với các lục địa thay vì các đới hút chìm. Người ta cũng nghĩ rằng các lực liên quan đến các mảng chìm xuống (phiến-kéo và hút phiến) là các lực gây ra chuyển động mảng, ngoại trừ các mảng không bị hút chìm.
Các lực gây chuyển động mảng vẫn là đối tượng đang nghiên cứu trong lĩnh vực địa vật lý.

## Sự phát triển của học thuyết

### Tổng quát

Bản đồ chi tiết về các mảng kiến tạo và các vectơ di chuyển của nó. Màu tím: ranh giới hội tụ, đỏ: ranh giới phân kỳ, lục: ranh giới chuyển dạng, xanh dương: đới hút chìm, xám (vùng): đai tạo núi.

Vào cuối thế kỷ 19 đầu thế kỷ 20, các nhà địa chất cho rằng các đặc điểm chính của Trái Đất là cố định, và phần lớn các đặc trưng địa chất như các dãy núi là do chuyển động thẳng đứng của lớp vỏ theo học thuyết địa máng. Các quan sát trước đây từ năm 1596 cho rằng các bờ biển đối diện nhau trên Đại Tây Dương, hay chính xác hơn là rìa các thềm lục địa, có hình dạng tương tự nhau và dường như đã từng khít vào nhau. Từ đó, một số học thuyết được đề xuất để giải thích sự tương hợp biểu kiến này, nhưng việc cho rằng Trái Đất ở thể rắn đã làm xuất hiện nhiều vấn đề khó có thể giải thích được.
Việc phát hiện ra radi và đặc điểm tỏa nhiệt của nó vào năm 1896 dẫn tới sự xét lại tuổi biểu kiến của Trái Đất, do trước đây tuổi Trái Đất được xác định bằng tốc độ nguội lạnh của nó và bề mặt Trái Đất bức xạ giống như vật thể đen. Các tính toán ngụ ý rằng, thậm chí nếu Trái Đất bắt đầu tại nhiệt của bức xạ đỏ, thì nó có thể đã giảm nhiệt độ xuống như hiện tại chỉ sau vài triệu năm. Cùng với sự hiểu biết về nguồn nhiệt mới, các nhà khoa học có lý do để cho rằng tuổi của Trái Đất còn lớn hơn thế một cách đáng tin cậy, và lõi của nó còn đủ nóng để ở thể lỏng.
Thuyết kiến tạo mảng kế thừa từ giả thuyết trôi dạt lục địa do Alfred Wegener đề xuất năm 1912 và được mở rộng trong quyển sách xuất bản năm 1915 của ông có tên gọi Nguồn gốc của các lục địa và đại dương. Ông đề xuất rằng các lục địa hiện tại từng có thời hình thành nên một lục địa lớn và bị tách ra, điều này làm giải phóng các lục địa từ nhân của Trái Đất và so sánh chúng với "các tảng băng" granit có mật độ thấp nổi trên biển bazan đặc hơn. Nhưng do không có các chứng cứ chi tiết và lực tác động đủ để gây ra chuyển động, học thuyết này nói chung không được chấp nhận rộng rãi: Trái Đất có thể có vỏ rắn và lõi lỏng, nhưng dường như không cách nào để lớp vỏ Trái Đất có thể di chuyển được. Giới khoa học sau đó đã ủng hộ các học thuyết do nhà địa chất người Anh, Arthur Holmes, đề xuất vào năm 1920. Theo đó, các mối nối giữa các mảng có thể nằm dưới biển và đề xuất năm 1928 của Holmes cho rằng các dòng đối lưu trong quyển manti là lực gây chuyển động chính.
Chứng cứ đầu tiên rằng các mảng thạch quyển di chuyển xuất hiện cùng với sự phát hiện về hướng từ trường biến đổi trong các đá có tuổi khác nhau, lần đầu tiên được nêu ra trong hội nghị ở Tasmania năm 1956. Đầu tiên nó được học thuyết hóa thành thuyết vỏ Trái Đất giãn rộng, sự hợp tác nghiên cứu sau đó đã phát triển nó thành học thuyết kiến tạo mảng, và giải thích rằng sự tách giãn như là kết quả của sự trồi lên của các loại đá mới, nhưng không làm cho Trái Đất giãn nở thêm bởi sự có mặt của các đới hút chìm và các đứt gãy tịnh tiến bảo toàn. Đây cũng là thời điểm mà học thuyết của Wegener được các nhà khoa học chấp nhận về mặt tổng quát. Các công trình bổ sung về sự liên đới của tách giãn đáy đại dương và đảo cực từ trường do Harry Hess và Ron G. Mason thực hiện đã xác định cơ chế chính xác để giải thích cho sự trồi lên của các loại đá mới.
Sau sự công nhận các dị thường từ gồm các dải từ hóa tương tự chạy song song và đối xứng trên đáy biển ở cả hai phía của sống núi giữa đại dương, kiến tạo mảng nhanh chóng được chấp nhận rộng rãi. Các tiến bộ đồng thời trong công nghệ chụp ảnh địa chấn thời kỳ đầu tại và xung quanh các đới Wadati-Benioff cùng với các quan sát địa chất khác đã làm cho kiến tạo mảng trở thành học thuyết có sức mạnh phi thường về dự đoán và giải thích hợp lý.
Nghiên cứu về đáy đại dương sâu cũng có tác động quan trọng trong sự phát triển của học thuyết; lĩnh vực địa chất biển thuộc vùng biển sâu được phát triển vào thập niên 1960. Học thuyết kiến tạo mảng được phát triển vào cuối thập niên 1960 và được hầu hết các nhà khoa học trong các ngành khoa học Trái Đất chấp nhận. Học thuyết góp phần phát triển các khoa học Trái Đất, giải thích các hiện tượng địa chất như tạo núi, động đất, núi lửa và những ảnh hưởng của nó đến đối với các nghiên cứu về cổ địa lý học và cổ sinh học.

### Trôi dạt lục địa

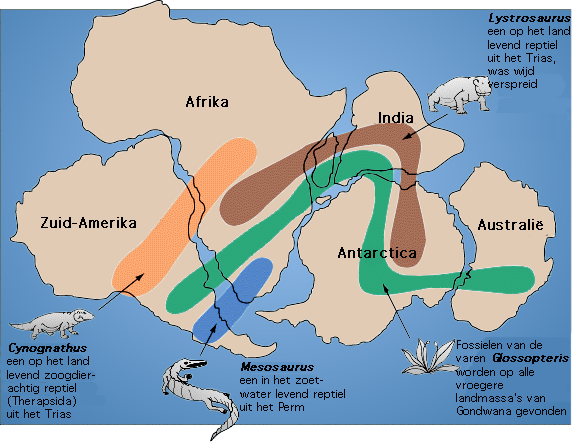
Dấu hiệu hóa thạch chứng minh cho sự trôi dạt lục địa.

Trôi dạt lục địa là một trong những ý tưởng về kiến tạo được đưa ra vào cuối thế kỷ 19 đầu thế kỷ 20. Học thuyết này đã lỗi thời, và các khái niệm và dữ liệu của nó đã được hợp nhất trong kiến tạo mảng.
Năn 1915, Alfred Wegener đã đưa ra các luận cứ nghiêm túc về ý tưởng trong ấn bản đầu tiên của quyển sách Nguồn gốc các lục địa và đại dương. Trong quyển sách này ông lưu ý rằng bờ biển phía đông Nam Mỹ và bờ biển phía tây châu Phi được nhìn thấy như là chúng đã từng có thời gắn vào nhau. Wegener không phải là người đầu tiên ghi nhận dấu hiệu này (những người đã nêu vấn đề này trước ông như Abraham Ortelius, Francis Bacon, Benjamin Franklin, Snider-Pellegrini, Roberto Mantovani và Frank Bursley Taylor) nhưng ông là người đầu tiên đã đưa ra các hóa thạch quan trọng cũng như các chứng cứ cổ địa hình cũng như cổ khí hậu để hỗ trợ cho quan sát đơn giản này (và được các nhà nghiên cứu khác, như Alex du Toit, ủng hộ). Tuy vậy, các ý tưởng của ông đã không được các nhà địa chất nhìn nhận một cách nghiêm túc, họ chỉ ra rằng không có cơ chế rõ ràng cho sự trôi dạt lục địa. Cụ thể, họ không thể thấy đá vỏ lục địa có thể cày xới qua đá vỏ đại dương nặng hơn như thế nào. Wegener không thể giải thích lực làm cho các lục địa trôi dạt.
Chứng minh của Wegener đã không còn đứng vững cho đến tận sau khi ông qua đời vào năm 1930. Năm 1947, một nhóm các nhà khoa học, đứng đầu là Maurice Ewing, sử dụng tàu nghiên cứu Atlantis của Viện Hải dương học Woods Hole và một loạt các thiết bị đã xác nhận sự tồn tại của đới nâng trung tâm Đại Tây Dương, và nhận thấy rằng bên dưới các lớp trầm tích dưới đáy biển được cấu tạo bởi bazan chứ không phải granit (granit là thành phần chính cấu tạo nên vỏ lục địa). Họ cũng thấy rằng vỏ đại dương mỏng hơn vỏ lục địa. Tất cả các phát hiện này đã đặt ra nhiều câu hỏi và tranh luận về thuyết trôi dạt lục địa.
Đầu những năm 1950, các nhà khoa học trong đó có Harry Hess và Victor Vacquier, đã sử dụng các thiết bị từ (từ kế), một loại mô phỏng theo thiết bị sử dụng trên máy bay trong thế chiến thứ II để nhận dạng tàu ngầm, đã ghi nhận các thay đổi kỳ quặc của từ trường dọc theo đáy đại dương. Phát hiện này, mặc dù không được dự kiến, nhưng không hoàn toàn gây ngạc nhiên bởi vì người ta biết rằng các loại đá bazan núi lửa giàu sắt, cấu tạo nên phần lớn vỏ đại dương, chứa một loại khoáng vật sắt có từ tính mạnh (magnetit) và có thể làm lệch cục bộ kim nam châm của la bàn. Điều này cũng được các nhà hàng hải Iceland phát hiện vào cuối thế kỷ 18. Sự có mặt của từ trường trong bazan làm cho nó trở thành đối tượng có thể đo đạc từ trường. Quan trọng hơn, do sự hiện diện của magnetit tạo ra các thuộc tính từ của bazan nên các biến thiên từ tính mới phát hiện này cung cấp một cách thức khác cho việc nghiên cứu đáy đại dương sâu. Khi các đá mới hình thành nguội đi thì các vật liệu từ ghi lại từ trường Trái Đất tại thời điểm đó.
Khi đáy biển được lập bản đồ ngày cành nhiều hơn trong thập niên 1950, các biến thiên từ hóa ra không xảy ra một cách ngẫu nhiên hay xuất hiện độc lập, mà nó xuất hiện có quy luật có thể dễ ghi nhận được. Khi các kiểu mẫu từ này được lập bản đồ cho một khu vực rộng, đáy đại dương chỉ ra một kiểu giống như vằn của ngựa vằn. Các dải đá nhiễm từ khác nhau xen kẽ nhau chạy song song ở cả hai phía của sống núi giữa đại dương: một dải có cực từ bình thường và xen với một dải có cực từ bị đảo ngược. Kiểu tổng thể, được xác định bằng các dải xen kẽ này với đá phân cực từ bình thường và nghịch đảo, gọi là vằn từ.
Khi đá trong địa tầng của các rìa lục địa tách biệt rất giống nhau, cũng có thể suy ra rằng chúng được thành tạo với cùng một cơ chế hay chúng là một thể trong quá khứ. Ví dụ, một vài phần của Scotland và Ireland chứa các đá rất giống nhau được tìm thấy ở Newfoundland và New Brunswick. Hơn nữa, thành phần thạch học và cấu tạo địa chất của dãy núi Caledoni ở châu Âu và các phần của dãy Appalachian ở Bắc Mỹ rất giống nhau.
Học thuyết này giúp các nhà địa lý sinh vật học giải thích sự phân bố địa lý sinh vật đứt đoạn của sự sống ngày nay được tìm thấy trên các lục địa khác nhau nhưng có các tổ tiên tương tự. Đặc biệt, nó giải thích sự phân bố Gondwana của các loài đà điểu và quần thực vật Nam Cực.

### Các lục địa nổi
Quan điểm thịnh hành là có các lớp vỏ của địa tầng bên dưới các lục địa là tĩnh. Người ta đã ghi nhận từ rất sớm là granit có mặt trên lục địa, nhưng đáy biển được cấu tạo bởi bazan đặc hơn. Người ta cho rằng có một lớp bazan nằm bên dưới các đá của lục địa.
Tuy nhiên, dựa trên các dị thường trọng lực (độ lệch của dây dọi) trong dãy Andes ở Peru, Pierre Bouguer cho rằng các dãy núi ít đặc hơn phải có phần lõm xuống cắm vào lớp đặc hơn nằm bên dưới.
Quan điểm cho rằng các dãy núi có "rễ" cũng được xác nhận bởi George B. Airy khoảng hơn 100 năm sau khi nghiên cứu về trường trọng lực của dãy Himalaya, và các nghiên cứu địa chấn đã phát hiện sự thay đổi tương ứng về tỷ trọng riêng.
Vào giữa thập niên 1950, một câu hỏi chưa được giải quyết là rễ của dãy núi bị giữ chặt bởi đá bazan xung quanh hay vẫn nổi giống như một tảng băng. Năm 1958 nhà địa chất người Tasmania, Samuel Warren Carey đưa ra chuyên khảo Tiếp cận kiến tạo cho trôi dạt lục địa để hỗ trợ cho mô hình Trái Đất giãn nở.

### Thuyết kiến tạo mảng
Các phát hiện vào những năm 1960, đặc biệt là về sống núi giữa Đại Tây Dương được nêu trong bài báo của nhà địa chất người Mỹ, Harry Hammond Hess (Robert S. Dietz cũng công bố ý tưởng tương tự một năm trước đó trong tạp chí Nature. Tuy nhiên, độ ưu tiên thuộc về Hess, do ông đã phân phát bản thảo không công bố của mình vào năm 1960) xuất bản năm 1962. Hess đề nghị rằng thay vì các lục địa chuyển động xuyên qua vỏ đại dương (theo thuyết trôi dạt lục địa) thì bồn địa đại dương cùng với lục địa cận kề nó chuyển động trên cùng một đơn vị vỏ hay mảng. Cũng trong năm này, Robert R. Coats thuộc Cục Khảo sát Địa chất Hoa Kỳ mô tả các yếu tố chính của cung đảo hút chìm trên quần đảo Aleutia. Bài báo của ông, ít được chú ý vào thời điểm đó (thậm chí bị nhạo báng), đã được gọi là "phôi thai" và "tiên tri". Năm 1967, W. Jason Morgan đề xuất rằng bề mặt Trái Đất gồm có 12 mảng cứng chuyển động tương đối với nhau. Hai tháng sau, năm 1968, Xavier Le Pichon xuất bản một mô hình hoàn hảo dựa trên 6 mảng chính với sự chuyển động tương đối của chúng.

#### Giải thích về vằn từ

Vằn từ đáy biển: màu trắng (đảo từ) và màu cam (từ trường bình thường).

Việc phát hiện ra vằn từ và các dải từ này đối xứng xung quanh chỏm sống núi đại dương cho thấy một mối quan hệ giữa chúng. Năm 1961, các nhà khoa học bắt đầu giả thiết rằng sống núi giữa đại dương là một đới có cấu trúc yếu, cũng là nơi mà đáy đại dương bị tách ra làm 2 phần dọc theo đỉnh của sống núi. Macma mới từ dưới sâu dâng lên một cách dễ dàng qua đới yếu này và phun trào dọc theo đỉnh của các sống núi để tạo thành vỏ đại dương mới. Quá trình này sau này được gọi là tách giãn đáy đại dương, đã hoạt động liên tục kể từ hàng triệu năm trước và tiếp tục tạo thành đáy đại dương mới, hình thành một hệ thống sống núi giữa đại dương kéo dài khoảng 50.000 km. Học thuyết này được chấp nhận bởi các dấu hiệu như:
1. Ở gần đỉnh sống núi, các đá rất trẻ, và chúng đang trong quá trình trở nên già hơn và chuyển động xa dần đỉnh sống núi;
2. Các đá trẻ nhất ở đỉnh sống núi luôn luôn có cực từ bình thường (từ trường của Trái Đất hiện nay);
3. Các dãy đá chạy song song với đỉnh sống núi có sự xen kẽ về cực từ trường (bình thường – đảo – bình thường) là do từ trường của Trái Đất bị đảo chiều nhiều lần trong quá khứ.

Dựa trên sự giải thích về vằn từ giống ngựa vằn và sự hình thành hệ thống sống núi giữa đại dương, giả thuyết tách giãn đáy đại dương nhanh chóng nhận được sự ủng hộ và thể hiện một tiến bộ quan trọng khác trong sự phát triển của học thuyết kiến tạo mảng. Hơn nữa, vỏ đại dương được đánh giá như là một cuốn băng tự nhiên ghi nhận lịch sử đảo cực từ của Trái Đất.

#### Phát hiện sự hút chìm
Một hệ quả của sự tách giãn đáy đại dương là sự hình thành lớp vỏ mới dọc theo sống núi giữa đại dương, một ý tưởng để các nhà khoa học, như S. Warren Carey, cho rằng sự dịch chuyển của lục địa có thể giải thích đơn giản bằng sự gia tăng kích thước của Trái Đất kể từ khi nó được hình thành.
Tuy vậy, giả thuyết "Trái Đất giãn nở" không thỏa mãn để giải thích hiện tượng này bởi vì những người ủng hộ nó không đưa ra được cơ chế chứng minh được Trái Đất giãn nở, cũng như không có dấu hiệu cho thấy Mặt Trăng giãn nở trong 3 tỉ năm qua. Các câu hỏi vẫn chưa có đáp án như: làm thế nào lớp vỏ mới tạo ra được bổ sung một cách liên tục dọc theo các sống núi giữa đại dương mà không làm tăng kích thước của Trái Đất?
Câu hỏi này làm cho các nhà khoa học phải suy nghĩ và đặt vấn đề nghiên cứu. Các nhà khoa học như Harry Hess, nhà địa chất của Đại học Princeton và Robert S. Dietz, nhà khoa học của Cục khảo sát đo đạc địa hình và biển Hoa Kỳ là những người đầu tiên sử dụng thuật ngữ tách giãn đáy đại dương và các ông cũng là số ít trong những người thật sự hiểu về cơ chế này. Nếu vỏ Trái Đất mở rộng dọc theo các sống núi giữa đại dương, thì theo Hess nó phải bị chìm ở đâu đó. Ông cho rằng vỏ đại dương mới tiếp tục tách giãn ngày càng xa sống núi. Nhiều triệu năm sau, lớp vỏ đại dương chìm vào rãnh đại dương - một vực hẹp và sâu dọc theo rãnh của bồn địa Thái Bình Dương. Theo Hess, Đại Tây Dương đang mở rộng trong khi Thái Bình Dương đang co lại. Trong khi vỏ đại dương cổ bị hút xuống ở các rãnh, thì macma mới dâng lên và phun trào dọc theo các sống núi tách giãn để tạo thành lớp vỏ mới. Bồn địa đại dương có vai trò như là "lò tái chế" với sự tạo ra vỏ mới và phá hủy thạch quyển đại dương cổ một cách liên tục. Như vậy, các ý tưởng của Hess hầu như là đã giải thích hoàn toàn tại sao Trái Đất không lớn hơn với sự tách giãn đáy đại dương, tại sao có rất ít trầm tích lắng tụ trên đáy đại dương, và tại sao các đá trong đại dương trẻ hơn các đá trên lục địa.

#### Lập bản đồ các trận động đất

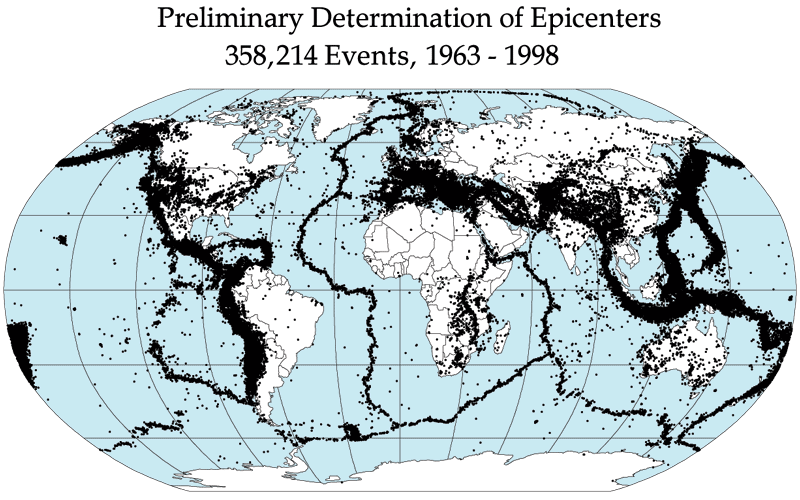
Bản đồ thể hiện vị trí các trận động đất (các chấm màu đen) giai đoạn 1963-1998.

Trong suốt thế kỷ 20, sự phát triển và sử dụng các thiết bị địa chấn như địa chấn kế giúp các nhà khoa học phát hiện rằng các trận động đất có xu hướng tập trung ở những khu vực đặc biệt, hầu hết các ghi nhận đều xảy ra dọc theo các rãnh đại dương và sống núi tách giãn giữa đại dương. Vào cuối thập nhiên 1920, các nhà địa chấn học đã bắt đầu khoanh định một số khu vực động đất song song với các rãnh đại dương, chúng bị nghiêng một góc khoảng 40–60° và cắm sâu vào trong lòng Trái Đất hàng trăm km. Sau đó, các đới này được gọi là đới Wadati-Benioff, hoặc đới Benioff, để ghi công các nhà địa chấn học đã phát hiện ra chúng là Kiyoo Wadati, Nhật Bản và Hugo Benioff, Hoa Kỳ. Công việc nghiên cứu địa chấn toàn cầu đạt nhiều thành tựu lớn trong thập niên 1960 với sự lắp đặt hệ thống tiêu chuẩn hóa máy ghi địa chấn toàn cầu (WWSSN) để theo dõi các vụ thử các vũ khí hạt nhân dưới lòng đất vào năm 1963. Có rất nhiều dữ liệu thu thập được từ các thiết bị WWSSN cho phép các nhà địa chấn lập bản đồ chính xác các khu vực tập trung các trận động đất trên toàn cầu.

## Các thiên thể khác
Sự xuất hiện kiến tạo mảng trên các hành tinh đất đá liên quan đến khối lượng hành tinh, với các hành tinh khối lượng lớn hơn Trái Đất được cho là tồn tại hiện tượng kiến tạo mảng. Trái Đất có thể là trường hợp tại biên, có được hoạt động kiến tạo vì có nhiều nước. (Silica và nước tạo thành hỗn hợp eutecti ở sâu dưới đất.)

### Sao Kim
Sao Kim không thể hiện dấu hiện của kiến tạo mảng đang hoạt động. Có một dấu hiệu gây tranh cãi về hoạt động kiến tạo mảng trong quá khứ của hành tinh này; tuy nhiên, các sự kiện diễn ra kể từ đó (như giả thuyết có vẻ hợp lý và nói chung được chấp nhận cho rằng thạch quyển Sao Kim đã dày lên trong vòng vài trăm triệu năm) đã tạo ra sự ràng buộc quá trình trong hồ sơ địa chất của nó thành khó khăn. Tuy vậy, một số hố va chạm được bảo tồn tốt đã được sử dụng như là phương pháp xác định niên đại để xác định gần đúng tuổi bề mặt Sao Kim. Tuổi của bề mặt được tính toán vào khoảng ~500 đến 750 Ma, và có thể lên đến ~1 Ga. Nghiên cứu này dẫn đến giả thuyết được chấp nhận rằng Sao Kim đã trải qua một thời kỳ phun trào núi lửa kiến tạo hoàn toàn bề mặt ít nhất một lần trong quá khứ của nó, với sự kiện cuối cùng diễn ra cũng trong khoảng thời gian bằng với tuổi của bề mặt. Trong khi cơ chế của sự kiện nhiệt ấn tượng như thế vẫn còn là một vấn đề bàn cãi trong các khoa học nghiên cứu Sao Kim, thì một số nhà khoa học vẫn ủng hộ các quá trình liên quan đến chuyển động mảng trong một số ngữ cảnh nhất định.
Người ta giải thích rằng Sao Kim không có kiến tạo mảng là do nhiệt độ của nó quá cao để cho một lượng nước đáng kể có thể tồn tại. Vỏ Trái Đất bị ngâm trong nước, và nước đóng vai trò quan trọng trong việc phát triển các đới cắt. Kiến tạo mảng đòi hỏi các bề mặt yếu trong lớp vỏ mà dọc theo đó các mảnh cắt lớp vỏ có thể di chuyển, và có thể chắc chắn rằng các đới yếu này không bao giờ diễn ra trên Sao Kim bởi vì chúng không có nước. Tuy nhiên, một số nhà nghiên cứu đã khẳng định rằng kiến tạo mảng có thể đã diễn ra một lần trên hành tinh này.

### Sao Hỏa

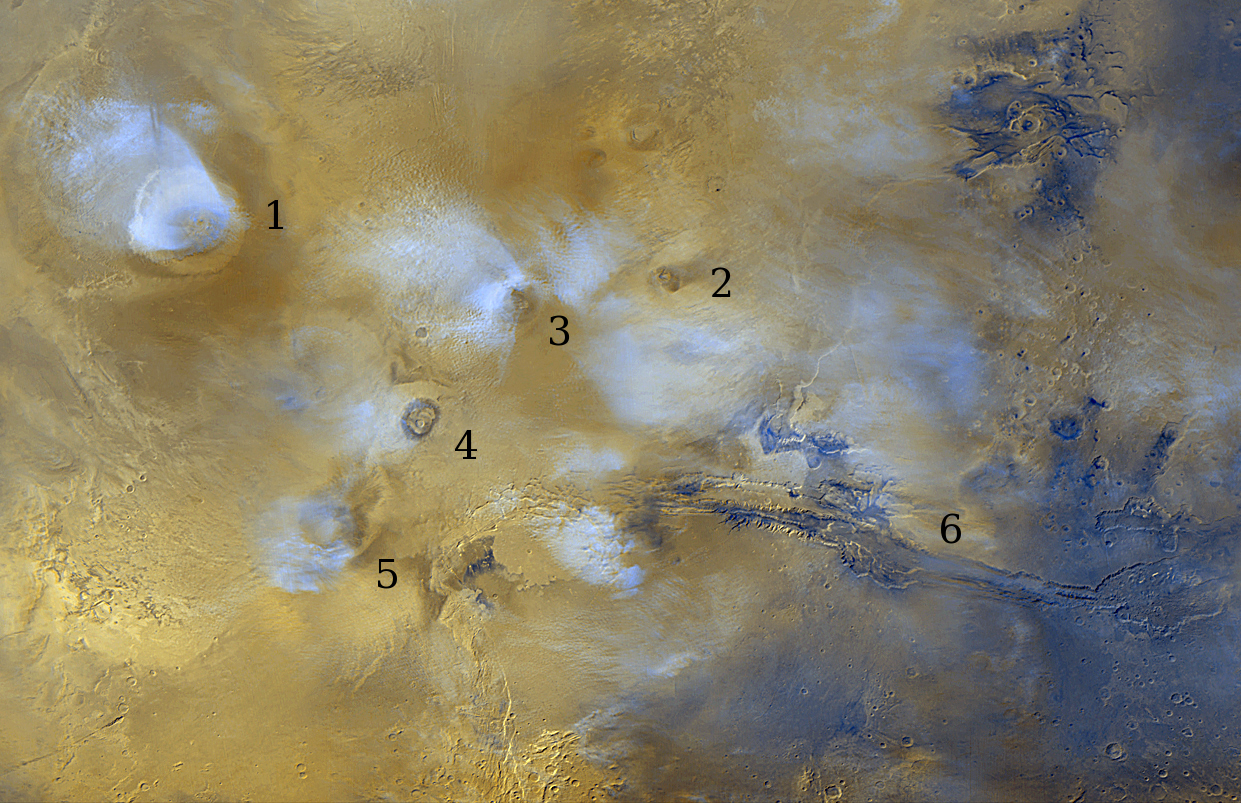
Các dấu hiệu giống hoạt động kiến tạo trên Sao Hỏa (1) núi Olympus, (2) Tharsis Tholus, (3) núi Ascraeus, (4) núi Pavonis, (5) núi Arsia, (6) Hẻm vực Valles Marineris.

Không giống như Sao Kim, lớp vỏ của Sao Hỏa có chứa nước trong và trên nó (hầu hết ở dạng băng). Đây là hành tinh nhỏ hơn Trái Đất, nhưng có những dấu hiệu tương tự như hoạt động kiến tạo. Các núi lửa khổng lồ ở khu vực Tharsis được sắp xếp thẳng hàng giống như các cung núi lửa trên Trái Đất; hẻm Valles Marineris to lớn có thể được hình thành bởi một vài dạng sự tách giãn vỏ của nó.
Như là kết quả từ các quan sát từ trường của Sao Hỏa do tàu thăm dò Mars Global Surveyor thực hiện năm 1999, các kiểu mẫu kích thước lớn của vằn từ cũng được phát hiện trên hành tinh này. Để giải thích các kiểu mẫu từ hóa này trong vỏ Sao Hỏa, người ta cho rằng có một cơ chế tương tự như kiến tạo mảng đã từng hoạt động trên hành tinh này. Các dữ liệu thu thập tiếp theo từ camera lập thể độ phân giải cao của tàu quỹ đạo Mars Express năm 2007, thể hiện khu vực Aeolis Mensae rất rõ.

### Các vệ tinh
Một số vệ tinh của Sao Mộc thuộc nhóm Galileo có những đặc điểm có thể liên quan đến kiểu biến dạng kiến tạo mảng, mặc dù các vật chất và cơ chế cụ thể có thể khác với hoạt động kiến tạo mảng trên Trái Đất.
Titan, là vệ tinh lớn nhất của Sao Thổ, cũng được cho là có hoạt động kiến tạo theo phân tích các ảnh do tàu thăm dò Huygens chụp khi hạ cánh xuống Titan vào ngày 14 tháng 1 năm 2005.

### Các ngoại hành tinh
Trên các ngoại hành tinh cỡ Trái Đất, kiến tạo mảng xảy ra nhiều hơn nếu chúng có các đại dương toàn nước. Tuy vậy, năm 2007, hai nhóm nghiên cứu độc lập đã đưa ra kết luận đối lập nhau về quá trình kiến tạo mảng khả năng trên các siêu Trái Đất lớn hơn. Một đội cho rằng kiến tạo mảng sẽ xảy ra theo từng giai đoạn hoặc bị gián đoạn, trong khi đội còn lại cho rằng kiến tạo mảng rất có thể xảy ra trên siêu Trái Đất ngay cả khi hành tinh này khô hạn.
Việc xem xét quá trình kiến tạo mảng là một phần trong quá trình tìm kiếm sự sống và trí thông minh ngoài Trái Đất.

## Thư viện

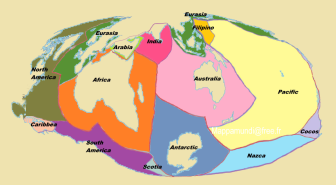
Các mảng kiến tạo (các bề mặt được bảo tồn)
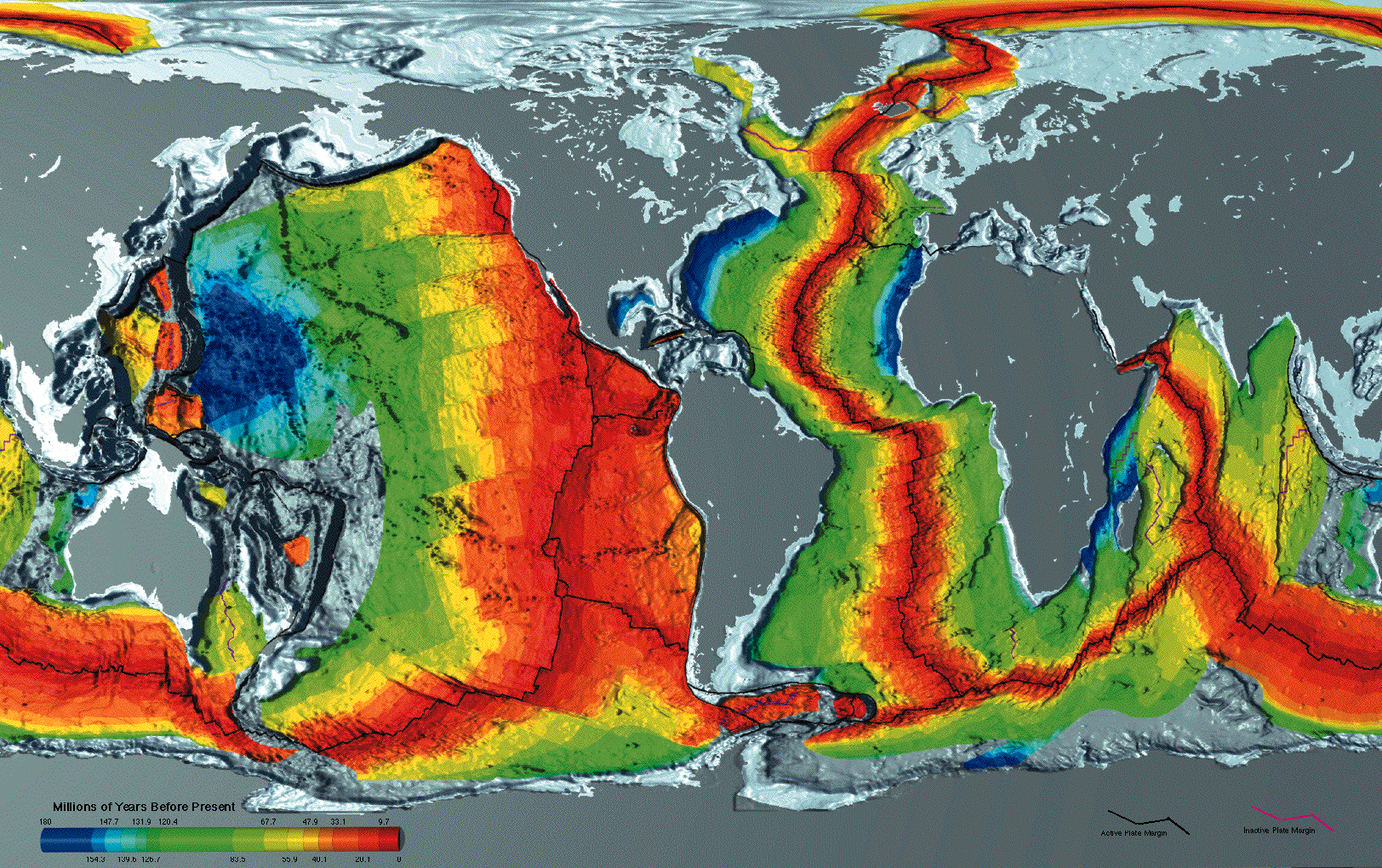
Tuổi của vỏ đại dương, trung tâm màu đỏ có tuổi trẻ nhất.

#### Sách
- Butler, Robert F. (1992). "Applications to paleogeography". Paleomagnetism: Magnetic domains to geologic terranes (PDF). Blackwell. ISBN 0-86542-070-X. Bản gốc (PDF) lưu trữ ngày 17 tháng 8 năm 2010. Truy cập ngày 18 tháng 6 năm 2010.
- Carey, S. W. (1958). "The tectonic approach to continental drift". Trong Carey, S.W. (biên tập). Continental Drift—A symposium, held in March 1956. Hobart: Univ. of Tasmania. tr. 177–363. Expanding Earth from p. 311 to p. 349.
- Condie, K.C. (1997). Plate tectonics and crustal evolution (ấn bản thứ 4). Butterworth-Heinemann. tr. 282. ISBN 978-0-7506-3386-4. Truy cập ngày 18 tháng 6 năm 2010.
- Foulger, Gillian R. (2010). Plates vs Plumes: A Geological Controversy. Wiley-Blackwell. ISBN 978-1-4051-6148-0.
- Frankel, H. (1987). "The Continental Drift Debate". Trong H.T. Engelhardt Jr; A.L. Caplan (biên tập). Scientific Controversies: Case Solutions in the resolution and closure of disputes in science and technology. Cambridge University Press. ISBN 978-0-521-27560-6.
- Hancock, Paul L.; Skinner, Brian J.; Dineley, David L. (2000). The Oxford Companion to The Earth. Oxford University Press. ISBN 0-19-854039-6.
- Hess, H. H. (tháng 11 năm 1962). "History of Ocean Basins" (PDF). Trong A. E. J. Engel; Harold L. James; B. F. Leonard (biên tập). Petrologic studies: a volume to honor of A. F. Buddington. Boulder, CO: Geological Society of America. tr. 599–620.
- Holmes, Arthur (1978). Principles of Physical Geology (ấn bản thứ 3). Wiley. tr. 640–641. ISBN 0-471-07251-6.
- Joly, John (1909). Radioactivity and Geology: An Account of the Influence of Radioactive Energy on Terrestrial History. London: Archibald Constable. tr. 36. ISBN 1-4021-3577-7.
- Kious, W. Jacquelyne; Tilling, Robert I. (tháng 2 năm 2001) [1996]. "Historical perspective". This Dynamic Earth: the Story of Plate Tectonics . U.S. Geological Survey. ISBN 0-16-048220-8. Truy cập ngày 29 tháng 1 năm 2008. Abraham Ortelius in his work Thesaurus Geographicus... suggested that the Americas were 'torn away from Europe and Africa... by earthquakes and floods... The vestiges of the rupture reveal themselves, if someone brings forward a map of the world and considers carefully the coasts of the three [continents].'
- Lippsett, Laurence (2006). "Maurice Ewing and the Lamont-Doherty Earth Observatory". Trong William Theodore De Bary; Jerry Kisslinger; Tom Mathewson (biên tập). Living Legacies at Columbia. Columbia University Press. tr. 277–297. ISBN 0-231-13884-9. Truy cập ngày 22 tháng 6 năm 2010.
- Little, W.; Fowler, H.W.; Coulson, J. (1990). Onions C.T. (biên tập). The Shorter Oxford English Dictionary: on historical principles. Quyển II (ấn bản thứ 3). Clarendon Press. ISBN 978-0-19-861126-4.
- Lliboutry, L. (2000). Quantitative geophysics and geology. Springer. tr. 480. ISBN 978-1-85233-115-3. Truy cập ngày 18 tháng 6 năm 2010.
- McKnight, Tom (2004). Geographica: The complete illustrated Atlas of the world. New York: Barnes and Noble Books. ISBN 0-7607-5974-X.* Meissner, Rolf (2002). The Little Book of Planet Earth. New York: Copernicus Books. tr. 202. ISBN 978-0-387-95258-1.
- Meyerhoff, Arthur Augustus; Taner, I.; Morris, A. E. L.; Agocs, W. B.; Kamen-Kaye, M.; Bhat, Mohammad I.; Smoot, N. Christian; Choi, Dong R. (1996). Donna Meyerhoff Hull (biên tập). Surge tectonics: a new hypothesis of global geodynamics. Solid Earth Sciences Library. Quyển 9. Springer Netherlands. tr. 348. ISBN 978-0-7923-4156-7.
- Moss, S.J.; Wilson, M.E.J. (1998). "Biogeographic implications from the Tertiary palaeogeographic evolution of Sulawesi and Borneo" (PDF). Trong Hall R; Holloway JD (biên tập). Biogeography and Geological Evolution of SE Asia. Leiden, The Netherlands: Backhuys. tr. 133–163. ISBN 90-73348-97-8. Bản gốc (PDF) lưu trữ ngày 16 tháng 2 năm 2008. Truy cập ngày 15 tháng 11 năm 2016.
- Oreskes, Naomi, biên tập (2003). Plate Tectonics: An Insider's History of the Modern Theory of the Earth. Westview. ISBN 0-8133-4132-9.
- Read, Herbert Harold; Watson, Janet (1975). Introduction to Geology. New York: Halsted. tr. 13–15. ISBN 978-0-470-71165-1. OCLC 317775677.
- Schmidt, Victor A.; Harbert, William (1998). "The Living Machine: Plate Tectonics". Planet Earth and the New Geosciences (ấn bản thứ 3). tr. 442. ISBN 0-7872-4296-9. Bản gốc lưu trữ ngày 24 tháng 1 năm 2010. Truy cập ngày 28 tháng 1 năm 2008.
- Schubert, Gerald; Turcotte, Donald L.; Olson, Peter (2001). Mantle Convection in the Earth and Planets. Cambridge: Cambridge University Press. ISBN 0-521-35367-X.
- Stanley, Steven M. (1999). Earth System History. W.H. Freeman. tr. 211–228. ISBN 0-7167-2882-6.
- Sverdrup, H. U.; Johnson, M. W.; Fleming, R. H. (1942). The Oceans: Their physics, chemistry and general biology. Englewood Cliffs: Prentice-Hall. tr. 1087.
- Thompson, Graham R.; Turk, Jonathan (1991). Modern Physical Geology. Saunders College Publishing. ISBN 0-03-025398-5.
- Torsvik, Trond Helge; Steinberger, Bernhard (tháng 12 năm 2006). "Fra kontinentaldrift til manteldynamikk" [From Continental Drift to Mantle Dynamics]. Geo (bằng tiếng Na Uy). Quyển 8. tr. 20–30. Bản gốc lưu trữ ngày 23 tháng 7 năm 2011. Truy cập ngày 22 tháng 6 năm 2010., translation: Torsvik, Trond Helge; Steinberger, Bernhard (2008). "From Continental Drift to Mantle Dynamics" (PDF). Trong Trond Slagstad; Rolv Dahl Gråsteinen (biên tập). Geology for Society for 150 years - The Legacy after Kjerulf. Quyển 12. Trondheim: Norges Geologiske Undersokelse. tr. 24–38. Bản gốc (PDF) lưu trữ ngày 23 tháng 7 năm 2011. Truy cập ngày 15 tháng 11 năm 2016 [Norwegian Geological Survey, Popular Science].{{Chú thích sách}}:  Quản lý CS1: postscript (liên kết)
- Turcotte, D.L.; Schubert, G. (2002). "Plate Tectonics". Geodynamics (ấn bản thứ 2). Cambridge University Press. tr. 1–21. ISBN 0-521-66186-2.
- Wegener, Alfred (1929). Die Entstehung der Kontinente und Ozeane (ấn bản thứ 4). Braunschweig: Friedrich Vieweg & Sohn Akt. Ges. ISBN 3-443-01056-3.
- Wegener, Alfred (1966). The origin of continents and oceans. Biram John (translator). Courier Dover. tr. 246. ISBN 0-486-61708-4.
- Winchester, Simon (2003). Krakatoa: The Day the World Exploded. HarperCollins. ISBN 0-06-621285-5.
- Stein, Seth; Wysession, Michael (2009). An Introduction to Seismology, Earthquakes, and Earth Structure. Chichester: John Wiley & Sons. ISBN 978-1-4443-1131-0.

#### Bài viết
- Andrews-Hanna, Jeffrey C.; Zuber, Maria T.; Banerdt, W. Bruce (2008). "The Borealis basin and the origin of the martian crustal dichotomy". Nature. Quyển 453 số 7199. tr. 1212–5. Bibcode:2008Natur.453.1212A. doi:10.1038/nature07011. PMID 18580944.
- Blacket, P.M.S.; Bullard, E.; Runcorn, S.K., biên tập (1965). A Symposium on Continental Drift, held in ngày 28 tháng 10 năm 1965. Philosophical Transactions of the Royal Society A. Quyển 258. The Royal Society of London. tr. 323.
- Bostrom, R.C. (ngày 31 tháng 12 năm 1971). "Westward displacement of the lithosphere". Nature. Quyển 234 số 5331. tr. 536–538. Bibcode:1971Natur.234..536B. doi:10.1038/234536a0.
- Connerney, J.E.P.; Acuña, M.H.; Wasilewski, P.J.; Ness, N.F.; Rème H.; Mazelle C.; Vignes D.; Lin R.P.; Mitchell D.L.; Cloutier P.A. (1999). "Magnetic Lineations in the Ancient Crust of Mars". Science. Quyển 284 số 5415. tr. 794–798. Bibcode:1999Sci...284..794C. doi:10.1126/science.284.5415.794. PMID 10221909.
- Connerney, J.E.P.; Acuña, M.H.; Ness, N.F.; Kletetschka, G.; Mitchell D.L.; Lin R.P.; Rème H. (2005). "Tectonic implications of Mars crustal magnetism". Proceedings of the National Academy of Sciences. Quyển 102 số 42. tr. 14970–14975. Bibcode:2005PNAS..10214970C. doi:10.1073/pnas.0507469102. PMC 1250232. PMID 16217034.
- Conrad, Clinton P.; Lithgow-Bertelloni, Carolina (2002). "How Mantle Slabs Drive Plate Tectonics". Science. Quyển 298 số 5591. tr. 207–9. Bibcode:2002Sci...298..207C. doi:10.1126/science.1074161. PMID 12364804. Bản gốc lưu trữ ngày 20 tháng 9 năm 2009. Truy cập ngày 26 tháng 5 năm 2009. {{Chú thích tạp chí}}: Đã định rõ hơn một tham số trong |archiveurl= và |archive-url= (trợ giúp)
- Dietz, Robert S. (tháng 6 năm 1961). "Continent and Ocean Basin Evolution by Spreading of the Sea Floor". Nature. Quyển 190 số 4779. tr. 854–857. Bibcode:1961Natur.190..854D. doi:10.1038/190854a0.
- van Dijk, Janpieter; Okkes, F.W. Mark (1990). "The analysis of shear zones in Calabria; implications for the geodynamics of the Central Mediterranean". Rivista Italiana di Paleontologia e Stratigrafia. Quyển 96 số 2–3. tr. 241–270.
- van Dijk, J.P.; Okkes, F.W.M. (1991). "Neogene tectonostratigraphy and kinematics of Calabrian Basins: implications for the geodynamics of the Central Mediterranean". Tectonophysics. Quyển 196. tr. 23–60. Bibcode:1991Tectp.196...23V. doi:10.1016/0040-1951(91)90288-4.
- van Dijk, Janpieter (1992). "Late Neogene fore-arc basin evolution in the Calabrian Arc (Central Mediterranean). Tectonic sequence stratigraphy and dynamic geohistory. With special reference to the geology of Central Calabria". Geologica Ultraiectina. Quyển 92. tr. 288. Bản gốc lưu trữ ngày 20 tháng 4 năm 2013. Truy cập ngày 15 tháng 11 năm 2016.
- Frankel, Henry (tháng 7 năm 1978). "Arthur Holmes and continental drift". The British Journal for the History of Science. Quyển 11 số 2. tr. 130–150. doi:10.1017/S0007087400016551. JSTOR 4025726.
- Harrison, C.G.A. (2000). "Questions About Magnetic Lineations in the Ancient Crust of Mars". Science. Quyển 287 số 5453. tr. 547a. doi:10.1126/science.287.5453.547a.
- Heezen, B. (1960). "The rift in the ocean floor". Scientific American. Quyển 203 số 4. tr. 98–110. doi:10.1038/scientificamerican1060-98.
- Heirtzler, James R.; Le Pichon, Xavier; Baron, J. Gregory (1966). "Magnetic anomalies over the Reykjanes Ridge". Deep-Sea Research. Quyển 13 số 3. tr. 427–432. Bibcode:1966DSROA..13..427H. doi:10.1016/0011-7471(66)91078-3.
- Holmes, Arthur (1928). "Radioactivity and Earth movements". Transactions of the Geological Society of Glasgow. Quyển 18. tr. 559–606.
- Hughes, Patrick (ngày 8 tháng 2 năm 2001). "Alfred Wegener (1880-1930): A Geographic Jigsaw Puzzle". On the shoulders of giants. Earth Observatory, NASA. Truy cập ngày 26 tháng 12 năm 2007. ... on ngày 6 tháng 1 năm 1912, Wegener... proposed instead a grand vision of drifting continents and widening seas to explain the evolution of Earth's geography.
- Hughes, Patrick (ngày 8 tháng 2 năm 2001). "Alfred Wegener (1880-1930): The origin of continents and oceans". On the Shoulders of Giants. Earth Observatory, NASA. Truy cập ngày 26 tháng 12 năm 2007. By his third edition (1922), Wegener was citing geological evidence that some 300 million years ago all the continents had been joined in a supercontinent stretching from pole to pole. He called it Pangaea (all lands),...
- Kasting, James F. (1988). "Runaway and moist greenhouse atmospheres and the evolution of Earth and Venus". Icarus. Quyển 74 số 3. tr. 472–494. Bibcode:1988Icar...74..472K. doi:10.1016/0019-1035(88)90116-9. PMID 11538226.
- Korgen, Ben J. (1995). "A voice from the past: John Lyman and the plate tectonics story" (PDF). Oceanography. Quyển 8 số 1. The Oceanography Society. tr. 19–20. doi:10.5670/oceanog.1995.29. Bản gốc (PDF) lưu trữ ngày 26 tháng 9 năm 2007. Truy cập ngày 24 tháng 3 năm 2009.
- Lippsett, Laurence (2001). "Maurice Ewing and the Lamont-Doherty Earth Observatory". Living Legacies. Truy cập ngày 4 tháng 3 năm 2008.
- Lovett, Richard A (ngày 24 tháng 1 năm 2006). "Moon Is Dragging Continents West, Scientist Says". National Geographic News.
- Lyman, J.; Fleming, R.H. (1940). "Composition of Seawater". Journal of Marine Research. Quyển 3. tr. 134–146.
- Mason, Ronald G.; Raff, Arthur D. (1961). "Magnetic survey off the west coast of the United States between 32°N latitude and 42°N latitude". Bulletin of the Geological Society of America. Quyển 72 số 8. tr. 1259–1266. Bibcode:1961GSAB...72.1259M. doi:10.1130/0016-7606(1961)72[1259:MSOTWC]2.0.CO;2. ISSN 0016-7606.
- Mc Kenzie, D.; Parker, R.L. (1967). "The North Pacific: an example of tectonics on a sphere". Nature. Quyển 216 số 5122. tr. 1276–1280. Bibcode:1967Natur.216.1276M. doi:10.1038/2161276a0.
- Moore, George W. (1973). "Westward Tidal Lag as the Driving Force of Plate Tectonics". Geology. Quyển 1 số 3. tr. 99–100. Bibcode:1973Geo.....1...99M. doi:10.1130/0091-7613(1973)1<99:WTLATD>2.0.CO;2. ISSN 0091-7613.
- Morgan, W. Jason (1968). "Rises, Trenches, Great Faults, and Crustal Blocks" (PDF). Journal of Geophysical Research. Quyển 73 số 6. tr. 1959–1982. Bibcode:1968JGR....73.1959M. doi:10.1029/JB073i006p01959.
- Le Pichon, Xavier (ngày 15 tháng 6 năm 1968). "Sea-floor spreading and continental drift". Journal of Geophysical Research. Quyển 73 số 12. tr. 3661–3697. Bibcode:1968JGR....73.3661L. doi:10.1029/JB073i012p03661.
- Quilty, Patrick G.; Banks, Maxwell R. (2003). "Samuel Warren Carey, 1911-2002". Biographical memoirs. Australian Academy of Science. This memoir was originally published in Historical Records of Australian Science (2003) 14 (3)
- Raff, Arthur D.; Mason, Roland G. (1961). "Magnetic survey off the west coast of the United States between 40°N latitude and 52°N latitude". Bulletin of the Geological Society of America. Quyển 72 số 8. tr. 1267–1270. Bibcode:1961GSAB...72.1267R. doi:10.1130/0016-7606(1961)72[1267:MSOTWC]2.0.CO;2. ISSN 0016-7606.
- Runcorn, S.K. (1956). "Paleomagnetic comparisons between Europe and North America". Proceedings, Geological Association of Canada. Quyển 8 số 1088. tr. 7785. Bibcode:1965RSPTA.258....1R. doi:10.1098/rsta.1965.0016.
- Scalera, G.; Lavecchia, G. (ngày 25 tháng 12 năm 2006). "Frontiers in earth sciences: new ideas and interpretation". Annals of Geophysics (bằng tiếng Anh). Quyển 49 số 1. doi:10.4401/ag-4406. ISSN 2037-416X.
- Scoppola, B.; Boccaletti, D.; Bevis, M.; Carminati, E.; Doglioni, C. (2006). "The westward drift of the lithosphere: A rotational drag?". Geological Society of America Bulletin. Quyển 118. tr. 199–209. Bibcode:2006GSAB..118..199S. doi:10.1130/B25734.1.
- Segev, A (2002). "Flood basalts, continental breakup and the dispersal of Gondwana: evidence for periodic migration of upwelling mantle flows (plumes)" (PDF). EGU Stephan Mueller Special Publication Series. Quyển 2. tr. 171–191. doi:10.5194/smsps-2-171-2002. Truy cập ngày 5 tháng 8 năm 2010.{{Chú thích tạp chí}}:  Quản lý CS1: DOI truy cập mở nhưng không được đánh ký hiệu (liên kết)
- Sleep, Norman H. (1994). "Martian plate tectonics". Journal of Geophysical Research. Quyển 99. tr. 5639. Bibcode:1994JGR....99.5639S. doi:10.1029/94JE00216.
- Soderblom, Laurence A.; Tomasko, Martin G.; Archinal, Brent A.; Becker, Tammy (2007). "Topography and geomorphology of the Huygens landing site on Titan". Planetary and Space Science. Quyển 55 số 13. L. Bushroe, Michael W.; Cook, Debbie A.; Doose, Lyn R.; Galuszka, Donna M.; Hare, Trent M.; Howington-Kraus, Elpitha; Karkoschka, Erich; Kirk, Randolph L.; Lunine, Jonathan I.; McFarlane, Elisabeth A.; Redding, Bonnie L.; Rizk, Bashar; Rosiek, Mark R.; See, Charles; Smith, Peter H. tr. 2015–2024. Bibcode:2007P&SS...55.2015S. doi:10.1016/j.pss.2007.04.015.
- Spence, William (1987). "Slab pull and the seismotectonics of subducting lithosphere" (PDF). Reviews of Geophysics. Quyển 25 số 1. tr. 55–69. Bibcode:1987RvGeo..25...55S. doi:10.1029/RG025i001p00055. Bản gốc (PDF) lưu trữ ngày 3 tháng 3 năm 2016. Truy cập ngày 15 tháng 11 năm 2016.
- Spiess, Fred; Kuperman, William (2003). "The Marine Physical Laboratory at Scripps" (PDF). Oceanography. Quyển 16 số 3. The Oceanography Society. tr. 45–54. doi:10.5670/oceanog.2003.30. Bản gốc (PDF) lưu trữ ngày 26 tháng 9 năm 2007. Truy cập ngày 24 tháng 3 năm 2009.
- Tanimoto, Toshiro; Lay, Thorne (ngày 7 tháng 11 năm 2000). "Mantle dynamics and seismic tomography". Proceedings of the National Academy of Sciences. Quyển 97 số 23. tr. 12409–12410. Bibcode:2000PNAS...9712409T. doi:10.1073/pnas.210382197. PMC 34063. PMID 11035784.
- Thomson, William (tháng 1 năm 1863). "I. On the secular cooling of the earth". The London, Edinburgh, and Dublin Philosophical Magazine and Journal of Science (bằng tiếng Anh). Quyển 25 số 165. tr. 1–14. doi:10.1080/14786446308643410. ISSN 1941-5982.
- Torsvik, Trond H.; Steinberger, Bernhard; Gurnis, Michael; Gaina, Carmen (2010). "Plate tectonics and net lithosphere rotation over the past 150 My" (PDF). Earth and Planetary Science Letters. Quyển 291. tr. 106–112. Bibcode:2010E&PSL.291..106T. doi:10.1016/j.epsl.2009.12.055. Bản gốc (PDF) lưu trữ ngày 16 tháng 5 năm 2011. Truy cập ngày 18 tháng 6 năm 2010.
- Valencia, Diana; O'Connell, Richard J.; Sasselov, Dimitar D (tháng 11 năm 2007). "Inevitability of Plate Tectonics on Super-Earths". Astrophysical Journal Letters. Quyển 670 số 1. tr. L45 – L48. arXiv:0710.0699. Bibcode:2007ApJ...670L..45V. doi:10.1086/524012.
- Vine, F.J.; Matthews, D.H. (1963). "Magnetic anomalies over oceanic ridges". Nature. Quyển 199 số 4897. tr. 947–949. Bibcode:1963Natur.199..947V. doi:10.1038/199947a0.
- Wegener, Alfred (ngày 6 tháng 1 năm 1912). "Die Herausbildung der Grossformen der Erdrinde (Kontinente und Ozeane), auf geophysikalischer Grundlage" (PDF). Petermanns Geographische Mitteilungen. Quyển 63. tr. 185–195, 253–256, 305–309. Bản gốc (PDF) lưu trữ ngày 4 tháng 10 năm 2011.
- White, R.; McKenzie, D. (1989). "Magmatism at rift zones: The generation of volcanic continental margins and flood basalts". Journal of Geophysical Research. Quyển 94. tr. 7685–7729. Bibcode:1989JGR....94.7685W. doi:10.1029/JB094iB06p07685.
- Wilson, J.T. (ngày 8 tháng 6 năm 1963). "Hypothesis on the Earth's behaviour". Nature. Quyển 198 số 4884. tr. 849–865. Bibcode:1963Natur.198..925T. doi:10.1038/198925a0.
- Wilson, J. Tuzo (tháng 7 năm 1965). "A new class of faults and their bearing on continental drift" (PDF). Nature. Quyển 207 số 4995. tr. 343–347. Bibcode:1965Natur.207..343W. doi:10.1038/207343a0. Bản gốc (PDF) lưu trữ ngày 6 tháng 8 năm 2010. Truy cập ngày 15 tháng 11 năm 2016. {{Chú thích tạp chí}}: Đã định rõ hơn một tham số trong |archiveurl= và |archive-url= (trợ giúp)
- Wilson, J. Tuzo (tháng 8 năm 1966). "Did the Atlantic Close and then Re-Open?". Nature (bằng tiếng Anh). Quyển 211 số 5050. tr. 676–681. doi:10.1038/211676a0. ISSN 0028-0836.
- Zhen Shao, Huang (1997). "Speed of the Continental Plates". The Physics Factbook.
- Zhao, Guochun; Cawood, Peter A; Wilde, Simon A; Sun, Min (tháng 11 năm 2002). "Review of global 2.1–1.8 Ga orogens: implications for a pre-Rodinia supercontinent". Earth-Science Reviews (bằng tiếng Anh). Quyển 59 số 1–4. tr. 125–162. doi:10.1016/S0012-8252(02)00073-9.
- Zhao, Guochun; Sun, Min; Wilde, Simon A.; Li, Sanzhong (tháng 9 năm 2004). "A Paleo-Mesoproterozoic supercontinent: assembly, growth and breakup". Earth-Science Reviews (bằng tiếng Anh). Quyển 67 số 1–2. tr. 91–123. doi:10.1016/j.earscirev.2004.02.003.
- Zhong, Shijie; Zuber, Maria T. (2001). "Degree-1 mantle convection and the crustal dichotomy on Mars". Earth and Planetary Science Letters. Quyển 189. tr. 75–84. Bibcode:2001E&PSL.189...75Z. doi:10.1016/S0012-821X(01)00345-4.